# Weihnachtskrippe

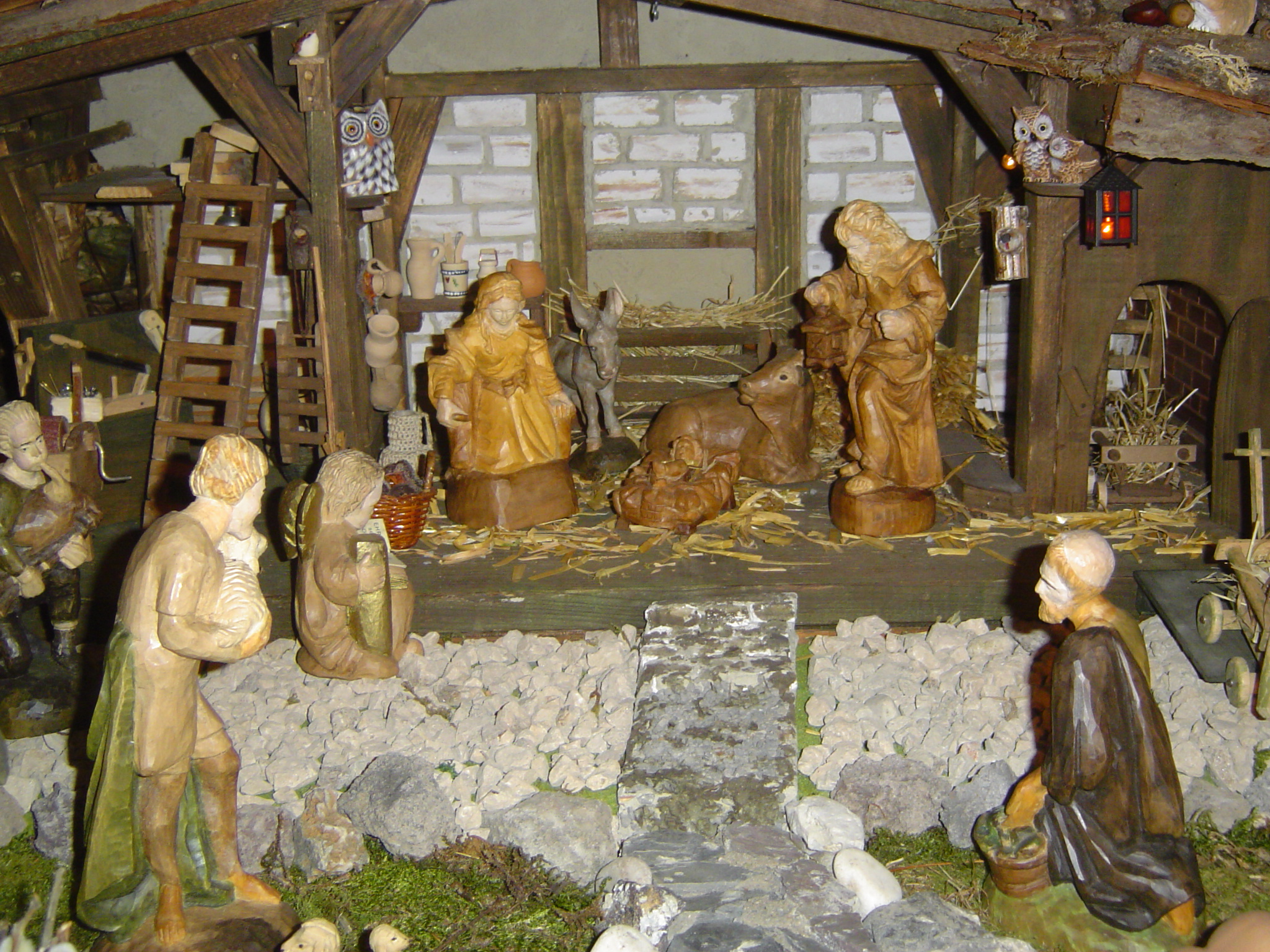
Hauskrippe, Deutschland

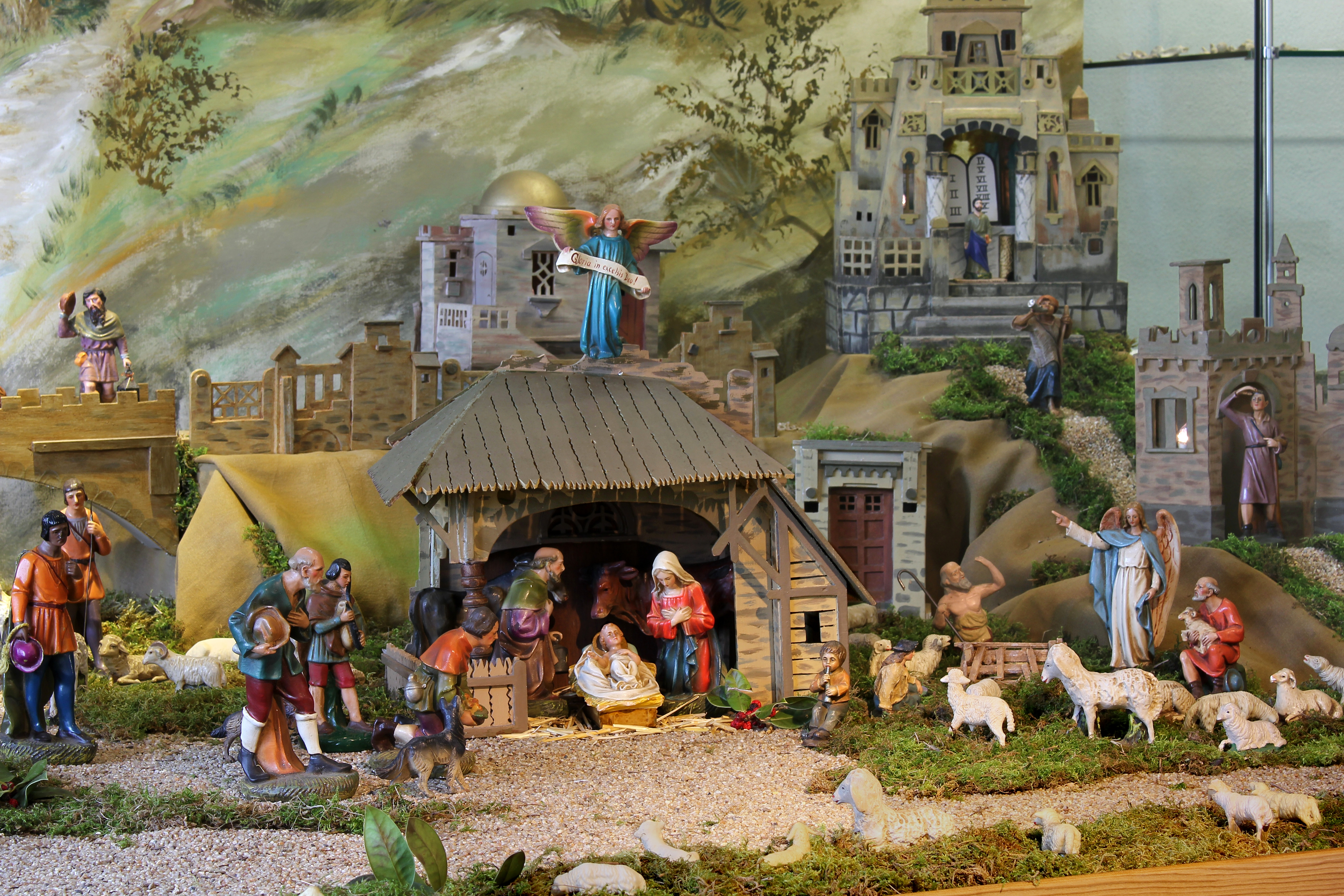
Ausschnitt aus einer über Jahrzehnte entstandenen privaten Krippenlandschaft, ausgestellt im Stadtmuseum Mülheim-Kärlich

Eine Weihnachtskrippe ist eine Darstellung der biblischen Weihnachtsgeschichte mit Menschen-, Engel- und Tierfiguren, teilweise nur mit offenem Krippenstall, teilweise in einer aufwändigen Modelllandschaft. Diese ist meist an nicht historischen orientalischen Bezügen orientiert und soll die Gegend von Bethlehem darstellen. Die oft in den Alpen lebenden Schnitzer haben aber auch ihre Heimat adaptiert und sogenannte Alpenländische Krippen gestaltet, gleiches gilt bspw. auch für die Santons der Provenzalischen Krippen, die mit regionaltypischen Accessoires ausgestattet sind. Der Mittelpunkt ist die Krippe, in der Jesus Christus als neugeborenes Kind liegt. Im Deutschen steht der Begriff Krippe deshalb als pars pro toto für das ganze dreidimensionale Weihnachtsbild. Viele Weihnachtskrippen verbinden die Bilderwelt der Adventszeit mit jener des Dreikönigsfests. In einem erweiterten Sinn können auch andere Modelllandschaften mit Szenen aus dem Leben Jesu als Krippen bezeichnet werden.
Nach Vorformen im Hoch- und Spätmittelalter war die 1562 von Jesuiten in Prag mit Figuren aufgebaute Weihnachtsszene die erste Krippe im heutigen Sinn. Im Kontext der Gegenreformation wurden Weihnachtskrippen durch die Orden der Jesuiten, Serviten und Franziskaner gefördert.

## Biblische Grundlage
Die Evangelisten Matthäus und Lukas stellen ihren Darstellungen des Lebens Jesu jeweils eine Vorgeschichte voraus, in der für ihr Evangelium wichtige Themen erstmals benannt werden. Es gibt also im Neuen Testament zwei verschiedene „Weihnachtsgeschichten“ mit jeweils eigenem Profil. Die meisten Weihnachtskrippen kombinieren Elemente aus beiden Evangelien, wenn sie sowohl das Kind in der Krippe und die Anbetung der Hirten (nach Lukas) als auch die Geschenke bringenden Könige und den Stern von Betlehem (nach Matthäus) enthalten:
| Matthäusevangelium                                                                          | Lukasevangelium                                                                                            | Krippenfiguren                                                               |
| ------------------------------------------------------------------------------------------- | --- | ---------------------------------------------------------------------------- |
| Stammbaum Jesu (Mt 1,1–17 )                                                                 | |                                                                              |
|                                                                                             | Verkündigung der Geburt von Johannes dem Täufer an Zacharias und Empfängnis durch Elisabeth (Lk 1,5–25 )   |                                                                              |
|                                                                                             | Verkündigung der Geburt Jesu an Maria (Lk 1,26–38 )                                                        |                                                                              |
|                                                                                             | Begegnung von Maria und Elisabeth (Mariä Heimsuchung) (Lk 1,39–56 )                                        |                                                                              |
|                                                                                             | Geburt, Beschneidung und Aufwachsen Johannes des Täufers (Lk 1,57–80 )                                     |                                                                              |
| Ankündigung der Geburt Jesu an Josef, Geburt Jesu und Namengebung durch Josef (Mt 1,18–25 ) | |                                                                              |
|                                                                                             | Geburt Jesu (Lk 2,1–7 )                                                                                    | Josef, Maria, Jesus, Krippe; Hirten und Herde, Verkündigungsengel, Engelchor |
|                                                                                             | Verkündigung an die Hirten (Lk 2,8–15 )                                                                    | Josef, Maria, Jesus, Krippe; Hirten und Herde, Verkündigungsengel, Engelchor |
|                                                                                             | Anbetung der Hirten (Lk 2,15–20 )                                                                          | Josef, Maria, Jesus, Krippe; Hirten und Herde, Verkündigungsengel, Engelchor |
|                                                                                             | Darstellung Jesu im Tempel von Jerusalem, Beschneidung Jesu und Zeugnis von Simeon und Hanna (Lk 2,21–40 ) |                                                                              |
| Huldigung der Sterndeuter aus dem Osten (Mt 2,1–12 )                                        | | Könige (mit Reittieren und Geschenken) und Stern                             |
|                                                                                             | Wallfahrt des zwölfjährigen Jesus mit seinen Eltern zum Jerusalemer Tempel (Lk 2,41–52 )                   |                                                                              |
| Flucht nach Ägypten (Mt 2,13–15 )                                                           | |                                                                              |
| Kindermord des Herodes in Betlehem (Mt 2,16–18 )                                            | |                                                                              |
| Rückkehr aus Ägypten nach Nazareth (Mt 2,19–23 )                                            | |                                                                              |

Matthäus und Lukas folgen jeweils ab dem dritten Kapitel (Auftreten Johannes des Täufers und Taufe Jesu im Jordan) dem Aufriss des Markusevangeliums.

## Krippenfiguren bzw. Charaktere
Figuren in Weihnachtskrippen sind:
- das Jesuskind in einer Krippe, manchmal mit Heiligenschein
- Maria, Mutter Jesu; meist kniend, Darstellung als thronende Madonna möglich, selten mit Heiligenschein
- Josef, der Ziehvater Jesu (Mt 1,24–25 EU), meist als älterer Mann dargestellt, oft eine Laterne oder einen Stecken haltend, seltener auch mit Heiligenschein. Josef, Maria und Jesus werden gemeinsam auch als Heilige Familie bezeichnet.
- Ochs und Esel (in den biblischen Weihnachtsgeschichten nicht erwähnt, sondern im apokryphen Pseudo-Matthäus-Evangelium)
- Schäfer und Hirten, manchmal Lämmer oder Schafe tragend
- Schafe mit Hirtenhunden, bei alpenländischen Szenarien auch Ziegen, Katzen und Geflügel
- anbetende und kniende Figuren, Kinder;
- Figuren mit Gaben (Krüge, Speisen, Holz)
- Musikanten (meist mit Flöte, Horn oder Dudelsack; manchmal mit Trommel, Schalmei oder Geige)
- drei Weise aus dem Morgenland (Caspar, Melchior, Balthasar) mit Geschenken (Gold, Weihrauch und Myrrhe); in der Regel symbolisieren sie die drei Lebensalter und drei Kontinente (meist steht Balthasar für Asien und überbringt Weihrauch, Melchior wird als greiser Europäer und Überbringer des Goldes dargestellt, Caspar als dunkelhäutiger Jüngling, Myrrhe überreichend und Afrika symbolisierend). Es gibt aber auch abweichende Interpretationen, in denen sowohl Balthasar als auch Melchior als dunkelhäutig betrachtet werden.[2]
- In Verbindung mit den sogenannten Drei Königen oft Kamele, Kameltreiber, teilweise auch Elefanten und Pferde; in der Regel symbolisieren die drei Reittiere der Könige ebenfalls die Kontinente der Alten Welt: das Pferd Europa, der Afrikanische Elefant Afrika und das Trampeltier Asien. Allerdings kann auch der Indische Elefant Asien symbolisieren und das aus Arabien stammende und in Nordafrika sehr verbreitete  Dromedar für Afrika stehen.
- orientalische, maurische und schwarz-afrikanische Figuren mit Turban, Kufiya, Dastar, Agal oder Fes
- römische Soldaten
- jüdische Geistliche
- Verkündigungsengel oder Gloria-Engel entweder stehend, kniend oder schwebend (oft mit einem Spruchband „Gloria in excelsis Deo“, „Ehre sei Gott in der Höhe“ oder „Frieden auf Erden“ in den Händen dargestellt)
- Engel, die musizieren, beten oder mit Kerze versehen werden können
- In Italien und Südfrankreich sind Figuren traditioneller Berufe, wie Bäcker, Schreiner, Schmied, Töpfer, Marktfrau oder Händler beliebt.
- In orientalischen Krippenlandschaften sieht man seltener sonstige Tiere der biblischen Fauna wie Nubischer Steinbock[3], Damhirsch[4] , Echtgazelle, Dorkasgazelle, Arabische Gazelle[5], Reh[6], Auerochse[7], Wisent[8], Klippschliefer, Wolf[9], Löwe[10], Leopard[11], Streifenhyāne, Schakal[12], Rotfuchs, Syrischer Braunbär[13], Nilpferd, Nilkrokodil, Storch[14], Pfau[15]oder der im 20. Jahrhundert ausgestorbene Arabische Strauß[16].
- Sehr selten sind Figuren, die den Kindermord in Betlehem darstellen, wie etwa in der Jahreskrippe der Gebrüder Probst.
- In katalonischen Krippenszenarien gibt es skurrilerweise sowohl den Caganer als auch die Figur des Pixaner, Krippenfiguren, die ihre Notdurft verrichten bzw. urinieren. Diese Figuren werden als Glücksbringer angesehen.
- Als Krippenfiguren im erweiterten Sinne sind sogenannte krippenbotanische Figuren wie Palmen in orientalischen Krippen bzw. Nadelbäume in alpenländischen Krippenlandschaften und Gegenstände des Krippenzubehörs wie Laternen, Brunnen, Feuerstellen, Gefäße oder Werkzeuge zu nennen.

### Maria und Josef, Geburtsort Bethlehem
Die Eltern Jesu kommen bei Matthäus und Lukas vor, aber mit einem unterschiedlichen Rollenkonzept. „Dem aktiven Josef im Matthäusevangelium steht ein ausgesprochen passiver im Lukasevangelium gegenüber. Hier ist es Maria, die im Zentrum des Geschehens steht.“ Bei beiden Evangelisten wird Jesus in Bethlehem geboren. Aber bei Matthäus ist Bethlehem der Wohnort seiner Eltern, bis sie vor dem kindermordenden Herodes von dort fliehen müssen. Bei Lukas halten sie sich wegen des Zensus nur zeitweilig in einer provisorischen Bleibe dort auf. Um die Darstellung Jesu im Jerusalemer Tempel (nach Lukas) und die Huldigung der Sterndeuter (nach Matthäus) verbinden zu können, nahm ein Teil der altkirchlichen Ausleger an, dass Jesus schon zwei Jahre alt gewesen sei, als die Sterndeuter nach Bethlehem kamen und ihm huldigten.
Die Verehrung des Geburtsstelle Jesu bei Bethlehem geht bis ins 2. Jahrhundert zurück. Erstmals bei Justin dem Märtyrer, dann bei Origenes und Hieronymus und Justinus wird eine Höhle in Bethlehem als christliches Pilgerziel erwähnt. Über dieser Höhle ließ Kaiser Konstantin der Große auf Anregung seiner Mutter Helena die Geburtskirche errichten.

### Krippe und Herbergssuche
Nur Lukas erwähnt, dass der neugeborene Jesus in eine Krippe gelegt wurde:

„So zog auch Josef von der Stadt Nazaret in Galiläa hinauf nach Judäa in die Stadt Davids, die Betlehem heißt; denn er war aus dem Haus und Geschlecht Davids. Er wollte sich eintragen lassen mit Maria, seiner Verlobten, die ein Kind erwartete. Es geschah, als sie dort waren, da erfüllten sich die Tage, dass sie gebären sollte, und sie gebar ihren Sohn, den Erstgeborenen. Sie wickelte ihn in Windeln und legte ihn in eine Krippe, weil in der Herberge kein Platz für sie war. (Lk 2,4–7 )“

Bei Matthäus dagegen ist von einem Ort die Rede, „wo das Kind war“, bzw. einem „Haus“ (Mt 2,9.11 ).
Im Originaltext des Lukasevangeliums steht der Begriff altgriechisch φάτνη phátnē, meist mit „Krippe“ übersetzt. Das Wort kann einen Futtertrog aus Holz oder Stein, aber auch den Stall oder Futterplatz unter freiem Himmel bedeuten (siehe auch Raufe), jedenfalls den Aufenthaltsort der Tiere im Gegensatz zu der Unterkunft für Menschen (altgriechisch κατάλυμα katályma „Herberge“). In der Vulgata (Lk 2,7 ) wird phátnē durch lateinisch praesepium übersetzt „Gehege, Stall“, (im klassischen Latein: praesaepe, von saepio, „umzäunen“, „einfrieden“).
Das „Liegen in einer Krippe“ scheint im Lukastext eine herausgehobene Bedeutung zu haben, weil dies in der Szene der Verkündigung an die Hirten als Zeichen dienen soll. Im Kontext des Lukasevangeliums wird das Motiv von Exegeten unterschiedlich erklärt:
- Einerseits bildet ein steinerner Futtertrog am Anfang des Evangeliums eine Rahmung (Inclusio) mit dem Motiv des aus Stein ausgehauenen Grabes, in das der Leichnam Jesu im Schlussteil des Evangeliums gelegt wird.
- Ebenso möglich ist, dass Lukas auf Erwähnungen der Krippe im Alten Testament anspielt, das er in griechischer Übersetzung las. In der Septuaginta begegnet phátnē dreimal: Hi 39,9 EU; Spr 14,4 EU und Jes 1,3 EU. Als Quintessenz aus diesen drei Erwähnungen lässt sich vermuten: das in der Krippe liegende Kind als Zeichen bedeutet im Sinn des Evangelisten Lukas, dass Israel (repräsentiert durch die Hirten) nun seinen Herrn erkannt hat.[21]

In der Mitteilung des Lukas, dass das neugeborene Kind in eine Krippe gelegt werden musste, „weil in der Herberge kein Platz für sie war“, klingt das theologische Motiv der Kenosis („Entäußerung“) an. Im Prolog des Johannesevangeliums, der vom Evangelisten an die Stelle einer Kindheitsgeschichte gesetzt wurde, heißt es: „Er kam in sein Eigentum, aber die Seinen nahmen ihn nicht auf“ (Joh 1,11 ); in seinem Brief an die Philipper zitiert der Apostel Paulus einen frühchristlichen Hymnus, in dem es heißt: „Christus Jesus war Gott gleich, hielt aber nicht daran fest, wie Gott zu sein, sondern er entäußerte sich und wurde wie ein Sklave und den Menschen gleich. Sein Leben war das eines Menschen; er erniedrigte sich und war gehorsam bis zum Tod, bis zum Tod am Kreuz. Darum hat ihn Gott über alle erhöht und ihm den Namen verliehen, der größer ist als alle Namen, damit alle im Himmel, auf der Erde und unter der Erde ihre Knie beugen vor dem Namen Jesu“ (Phil 2,6–10 ). Die Entäußerung und das Dem-Menschen-gleich-Werden der johanneischen und paulinischen Theologie sind – genauso wie die Kindheitsgeschichte nach Lukas mit den Herberge suchenden Eltern – nicht Aussagen über den kindlichen Jesus, sondern sie kennzeichnen die gesamte Sendung Jesu Christi als Gottes Heilstat zur Erlösung der Menschen, von seiner Geburt bis zu seinem Tod am Kreuz.

### Ochs und Esel
Im Lukasevangelium werden Ochs und Esel nicht erwähnt. Diese Tradition ist außerbiblisch und erstmals im apokryphen Pseudo-Matthäus-Evangelium bezeugt, einer wohl im 7. Jahrhundert lateinisch verfassten Schrift:

„Am dritten Tag der Geburt unseres Herrn Jesu Christi ging die allerseligste Jungfrau aus der Höhle heraus, begab sich in den Stall und legte ihren Knaben, den Ochs und Esel anbeteten, in die Krippe.“

Die Anwesenheit der beiden Tiere bei Jesu Geburt wird von Pseudo-Matthäus mit zwei Prophetenworten aus dem Alten Testament begründet: Jes 1,3  und Hab 3,2 . Der Habakuk-Vers enthält im hebräischen Text keinen Bezug zu Tieren an der Krippe. Hier lag vielmehr die antike griechische Übersetzung (Septuaginta) zugrunde: „Inmitten zweier Lebewesen wirst du erkannt.“ Ebenso auch die Vetus Latina als Tochterübersetzung der Septuaginta: In medio duorum animalium cognosceris. Die Besonderheit, dass Ochs und Esel quasi als Vertreter des Tierreichs dem neugeborenen Christus huldigen, ist häufig in Weihnachtskrippen dargestellt worden.
Jesaja stellt Ochs und Esel positiv dar als diejenigen, die wissen, wo Gutes zu finden ist, im Unterschied zum Volk Gottes, welches das vergessen habe: „Der Ochse kennt seinen Besitzer und der Esel die Krippe seines Herrn; Israel aber hat keine Erkenntnis, mein Volk hat keine Einsicht.“ Gerade Jesaja ist das Prophetenbuch, das das endzeitliche Heilshandeln Gottes ankündigt und deswegen von Christen als Vorankündigung des Messias angesehen wird. Die Kirchenväter bezogen sich in Weihnachtspredigten oft auf Jes 1,3 , weil das durch das Stichwort „Krippe“ nahe lag.

### Stall
Jacobus de Voragine nutzte die Schrift des Pseudo-Matthäus, die er für ein Werk des Hieronymus hielt, als Hauptquelle für die Erzählungen der Geburt Mariens und der Geburt Christi in der Legenda Aurea. Demnach brachte Josef Ochs und Esel bereits mit nach Bethlehem, den Esel als Reittier für Maria, den Ochsen, um ihn zu verkaufen und damit den Zensus zu bezahlen. Wegen ihrer Armut fanden Maria und Josef keine Herberge, da alle Quartiere bereits von Reisenden belegt waren, die ebenfalls wegen des Zensus nach Jerusalem gekommen waren.

„So zogen sie sich zurück in einen öffentlichen Durchgang, der – wie es in der Historia scholastica heißt – zwischen zwei Häusern lag und bedeckt war. […] Hierhin zogen sich die Bürger zurück, um an Tagen der Muße miteinander zu sprechen oder zu essen oder auch nur um bei schlechter Witterung Zuflucht zu finden.“

Jacobus als Kompilator referierte sodann zwei unterschiedliche Traditionen über die Krippe. Nach der einen fertigte Josef die Krippe für seine mitgebrachten Tiere selbst an; nach der anderen war die Krippe in dem Unterstand bereits vorhanden, weil die Bauern an Markttagen dort ihre Tieren anzubinden pflegten.
Zwar ist im Weihnachtsevangelium nicht von der Armut von Maria und Josef zu lesen, doch die Bibelstelle, nach der das Kind an einen Platz gelegt wurde, der sonst für das Futter der Tiere vorgesehen ist, wurde dementsprechend interpretiert (siehe oben: Legenda aurea). So mutmaßte man, dass Jesus nicht eines gehobenen Standes, sondern einer aus dem einfachen Volk war. Dementsprechend realitätsnah waren bereits hochmittelalterliche Darstellungen von der Geburt Christi, so zu sehen auf einem Fresko in der spätromanischen Burgkapelle Hocheppan bei Bozen (um 1200).

### Hirten und Engel
Die Nachtwache der Hirten auf freiem Felde ist eine bukolische Szene, die der Evangelist Lukas mit alttestamentlicher Bedeutung füllte. Könige, religiöse Führer und Gott selbst (Psalm 23) konnten metaphorisch als Hirte bezeichnet werden. Für Lukas waren die Hirten Teil der einfachen, hart arbeitenden Bevölkerung (keine verachteten Außenseiter, wie aus missverstandenen Stellen in der rabbinischen Literatur in der älteren Exegese geschlossen wurde). Ihr Beruf lässt als Signalwort für den Leser das Königtum Jesu anklingen, ebenso wie die Nennung von Bethlehem, dem Geburtsort des Königs David.
Ein himmlischer Engelchor ist neben dem einzeln mit einer Botschaft auftretenden Engel (z. B. Gabriel in der Verkündigungsszene), eine vertraute Vorstellung im Judentum des 1. Jahrhunderts. Der Leser konnte an alttestamentliche Stellen wie Ps 148,2  oder Neh 9,6  denken; das Motiv der jubelnden Engel begegnet aber im Evangelium selbst noch einmal in der Verkündigung Jesu (Lk 15,10 ).
Jacobus de Voragine verband die Nachtwache im Freien mit dem Datum des 25. Dezember und erläuterte, dass die Juden den heidnischen Brauch übernommen hätten, die längste und die kürzeste Nacht des Jahres jeweils im Freien zu verbringen.

### Weise aus dem Morgenland (Heilige drei Könige)
Die Uminterpretation der „Sterndeuter (Magier) aus dem Osten“ des Matthäusevangeliums zu Königen war bereits vollzogen, als die ersten Weihnachtskrippen aufkamen, und wird folglich vorausgesetzt. Johannes von Hildesheim fragte im 14. Jahrhundert umgekehrt: warum sind die Könige Magier? – und antwortete: wegen ihrer wunderbar schnellen Reise. Als Vertreter der nichtjüdischen Welt boten sie dem christlichen Bibelleser Identifikationsmöglichkeiten.

## Geschichte der Weihnachtskrippe

### Spätmittelalter

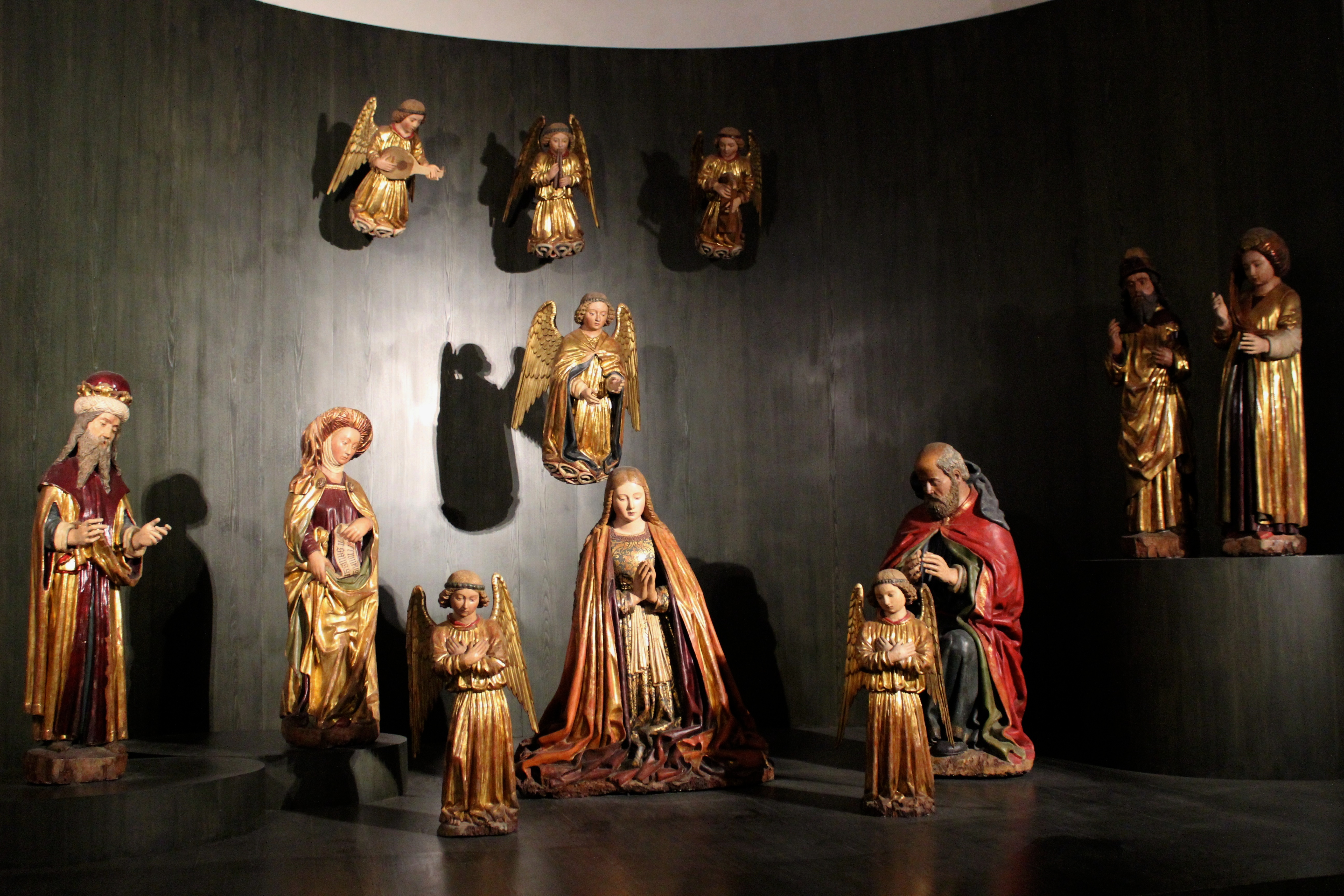
Spätgotische Krippenfiguren aus San Giovanni a Carbonara (Museo di San Martino, Neapel)

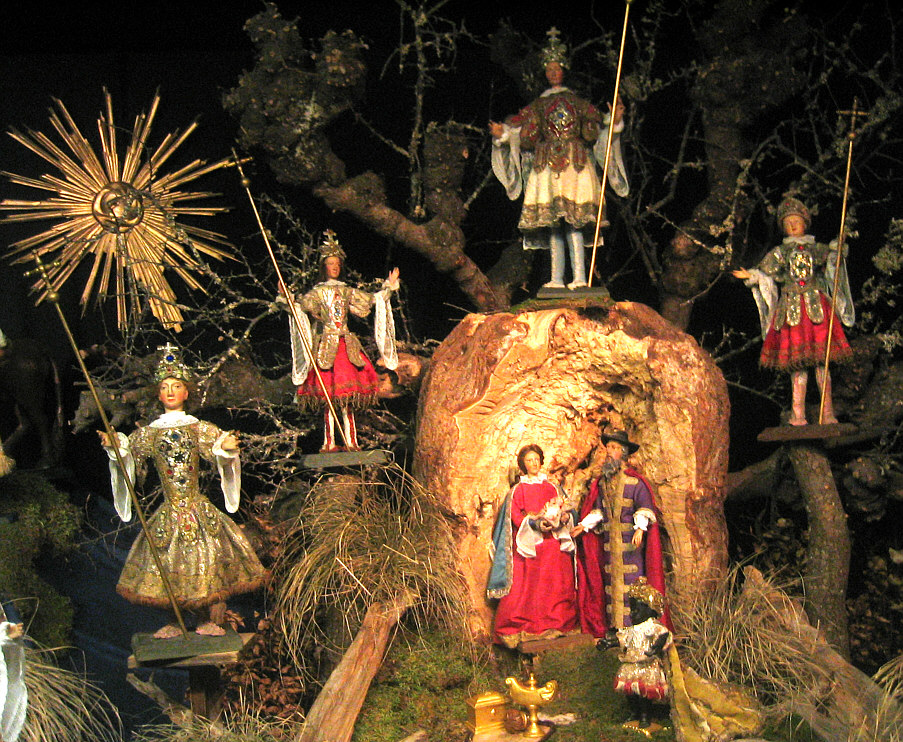
Barocke Krippe in Gutenzell (Oberschwaben, 1704)

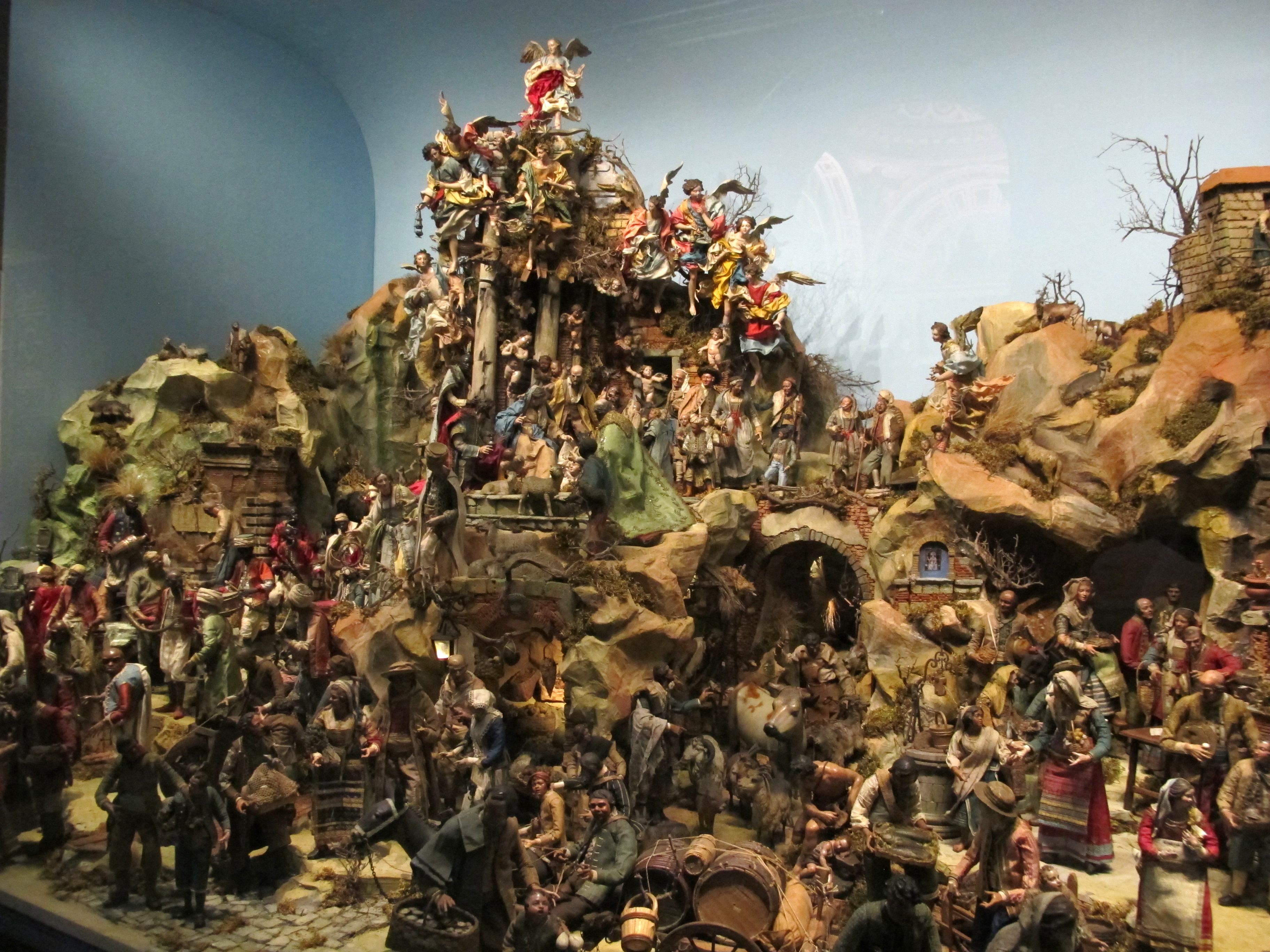
Neapolitanische Krippe (Palazzo Reale, Neapel)

Als Begründer der sinnfälligen Darstellung des Weihnachtsgeschehens galt früher Franz von Assisi, der 1223 in Greccio anstelle einer Predigt das Weihnachtsgeschehen mit Menschen und lebenden Tieren nachstellte. Diese These ist mittlerweile überholt; schließlich stellten die Geschehnisse in Greccio auch eher ein Krippenspiel denn eine figürliche Krippendarstellung dar. Mit der Krippenfeier von Greccio steht möglicherweise das in Frauenklöstern des 13. und 14. Jahrhunderts verbreitete Christkindlwiegen in Verbindung. Im 14. und 15. Jahrhundert entwickeln sich erste statische Krippendarstellungen, vor allem in Italien. Aus dem Jahr 1478 ist eine Liste von Krippenfiguren erhalten, die für die Kirche San Giovanni a Carbonara in Neapel geschnitzt werden sollten: die Heilige Familie, Ochs und Esel, drei Hirten, zwölf Schafe, zwei Hunde, vier Bäume, elf Engel und je zwei Propheten und Sibyllen. Einige dieser Figuren sind erhalten.

### Gegenreformation
Bestärkt durch das Konzil von Trient (1545–1563) versuchten die Orden der Jesuiten, Serviten und Franziskaner, die Kenntnis des Lebens Jesu durch szenenhafte Darstellungen in der Bevölkerung zu vertiefen. Vor allem die Passion vor dem christlichen Hauptfest Ostern sowie Weihnachten wurden solchermaßen nähergebracht. Kästchen mit biblischen Darstellungen wurden in Kirchen aufgestellt und wurden auch in adligen Kreisen bald populär.

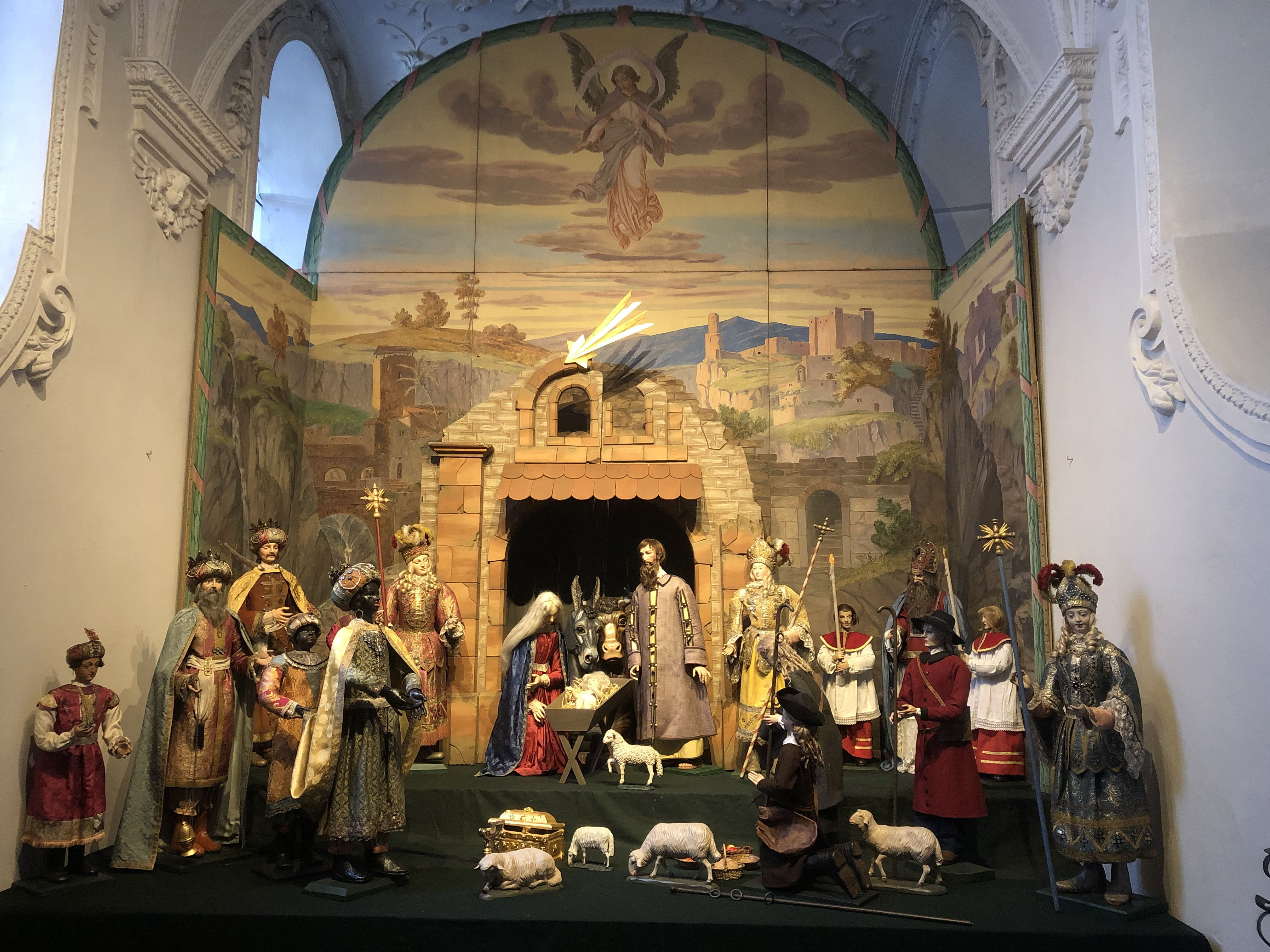
Barocke Weihnachtskrippe der Marianischen Kongregation in der Jesuitenkirche in Hall in Tirol

Die 1562 in der Jesuitenkirche St. Klemens (Prag) am Hauptaltar aufgestellte Weihnachtsdarstellung war die erste Krippe nördlich der Alpen. Als Neuheit erregte sie große Aufmerksamkeit in der Bevölkerung. Die erste Beschreibung einer Prager Weihnachtskrippe datiert von 1581, demnach waren anscheinend lebensgroße Figuren der Heiligen Familie in einer mit efeuumrankten Säulen und Bäumen gestalteten Szenerie aufgestellt. Das Zeigen dieser Krippe war verbunden mit dem Vortrag von Weihnachtsliedern. Christoph Daxelmüller ordnet die von Jesuiten „erfundene“ Weihnachtskrippe in eine missionarische Gesamtstrategie des Ordens ein: „Sie begriffen Religion als ein Handlungselement, das den Körper ebenso betraf wie die Sinne und Gefühle.“ Dabei stand die Inszenierung der Passionsgeschichte im Vordergrund, da Ostern das wichtigste christliche Fest und Weihnachten klar übergeordnet war. Der Krippenaufstellung in Prag ging der Aufbau eines Heiligen Grabes dort um drei Jahre voraus, was einem allgemeinen Trend entspricht. Mehrere Autoren des Jesuitenordens erläuterten, was der Zweck von Weihnachtskrippen war:

„Das ganze ist so geschickt arrangiert, dass das Frömmigkeitsgefühl der Beschauer aufs lebhafteste erregt wird. Sie glauben dem wunderbaren Ereignis selbst beizuwohnen, mit eigenen Ohren das Wimmern des Kindes und die himmlische Musik zu hören, mit eigenen Händen die Windeln zu ertasten, und ein Schauer erfasst sie.“

Nach dem Vorbild der 1607 in München aufgestellten Krippe errichtete man etwa 1608 in Innsbruck und 1609 in Hall eine solche. Die im Jahre 1622 von der Marianischen Kongregation angeschaffte Krippe mit bekleideten Figuren wird noch immer in der Haller Jesuitenkirche aufgestellt. Seit dem Jahr 1615 ist eine Weihnachtskrippe im Benediktinerinnenkloster Nonnberg in Salzburg belegt.
Zu den berühmtesten Krippen zählen bis heute die neapolitanischen Krippen, deren charakterstarke Köpfe an die Masken der italienischen Commedia dell’arte erinnern. Die Szene der Geburt Christi wird dort oft in äußerst aufwendige und detailreiche Straßen- und Marktszenen eingebettet, so dass die Darstellung der Geburt oft nur noch Nebensache scheint. Im Barock wurden auch in Österreich und Süddeutschland (Bayern, Schwaben, Allgäu) viele Krippen nach neapolitanischem Vorbild geschaffen.

### Pietismus und Aufklärung
Schlesien war im 18. Jahrhundert eine interkonfessionelle Kontaktzone. Die Herrnhuter Brüdergemeine war die einzige Glaubensgemeinschaft außerhalb des römischen Katholizismus, die Krippen gezielt in ihre Weihnachtsgottesdienste einbezog. Die Herrnhuter Manufakturen waren auch selbst im Krippenbau aktiv und brachten ihre Krippen nach Pennsylvania mit (Moravian Christmas putz). Nach Forschungen von Josef Lanz ist die erzgebirgische Weihnachtspyramide durch die Übernahme des Figurenrepertoires katholischer Krippen in das Weihnachtsszepter evangelischer Regionen Schlesiens entstanden.
Unter Kaiserin Maria Theresia und Joseph II. wurden Weihnachtskrippen durch mehrere Verbote aus den öffentlichen Gebäuden, also vor allem aus den Kirchen, verbannt. Ein ähnliches Verbot erließ Erzbischof Hieronymus Franz Josef von Colloredo-Mannsfeld am 22. November 1784 für das Fürstbistum Salzburg. Dadurch erhielten die Weihnachtskrippen Einzug in den privaten Bereich. Dies blieb, auch nachdem die Verbote aufgehoben wurden. Beispielsweise war Karl III. von Spanien, der gleichzeitig als Karl VIII. König von Neapel war selber begeisterter Krippenbauer und arbeitete an zwei von ihm in Auftrag gegebenen Krippen, die auch heute noch im Museum San Martino in Neapel und in der Kirche Santi Cosma e Damiano in Rom besichtigt werden können.

### 19. Jahrhundert
Bevor im 19. Jahrhundert der Christbaum allgemeine Verbreitung fand, stand die Krippe im Mittelpunkt der katholischen Weihnachtsfeier. Im evangelischen Deutschland wurde die Weihnachtskrippe besonders durch das Wirken von Gustav Jahn verbreitet, der Krippenfiguren durch die Insassen der Züllchower Anstalten herstellen ließ. Durch die Ende des 19. Jahrhunderts beginnende serielle Herstellung von Krippenfiguren aus verhältnismäßig preiswerten Materialien wie Terrakotta und Papiermaché kamen auch weniger wohlhabende Privatpersonen in die Lage, sich eine Krippe für ihre Wohnung anschaffen zu können, für ärmere Kirchengemeinden waren diese Figuren, entsprechend größer ausgeführt, ebenfalls erschwinglich.

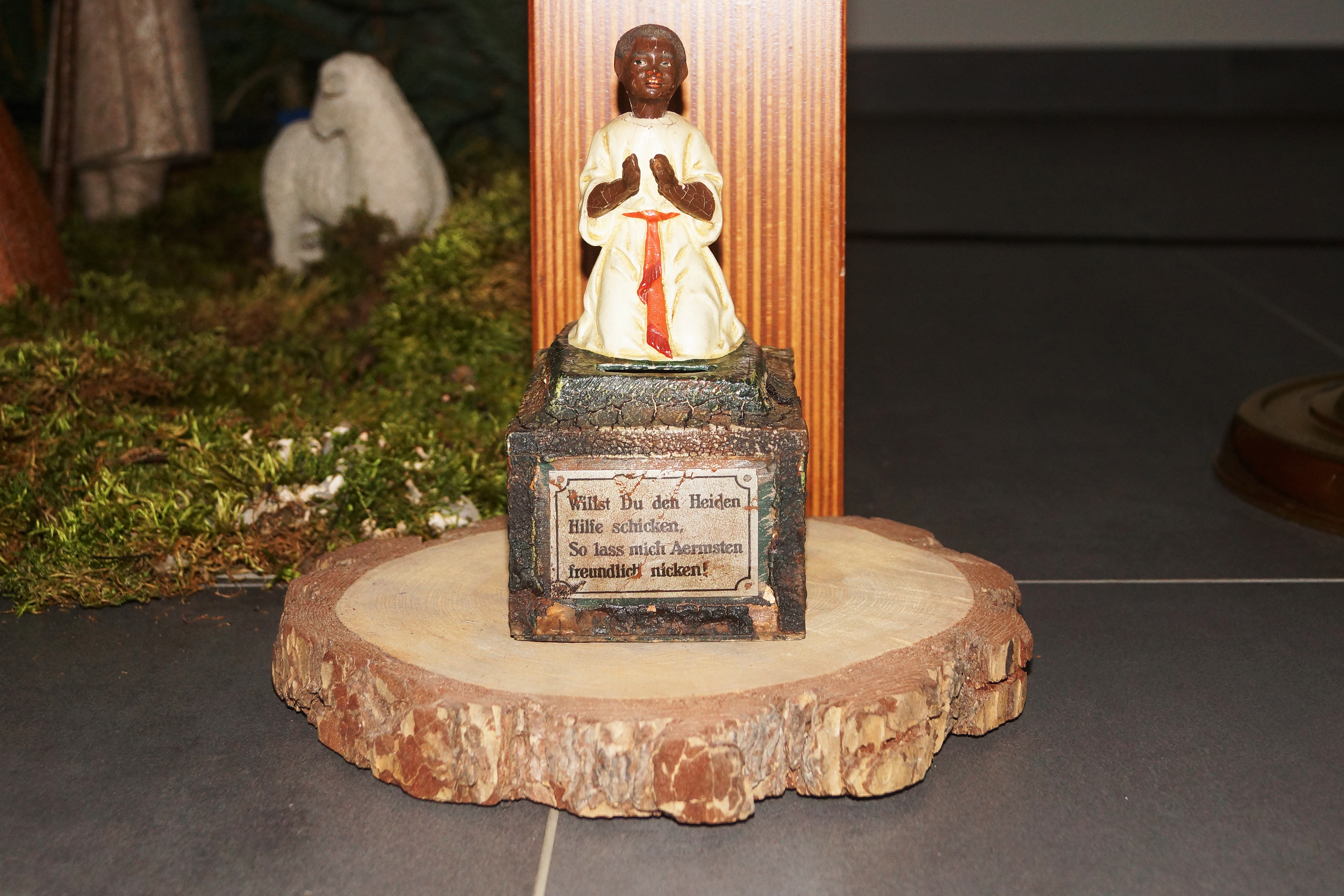
Typische Missionsspardose

In der Zeit seit etwa 1865 bis Ende der 1960er-Jahre waren Missions-Spardosen Bestandteil vieler Krippen in katholischen Kirchengebäuden.

### 20./21. Jahrhundert
Eine Untersuchung für Westfalen ergab, dass die Hauskrippe in katholischen Familien im 19. Jahrhundert noch selten war, aber sich im frühen 20. Jahrhundert schnell verbreitete. Volksschullehrer leiteten ihre Schüler an, selbst einfache Krippen zu bauen. Der Paderborner Franziskaner Siegfried Schneider (1894–1935) wird wegen seiner Bedeutung für das Krippenapostolat im deutschen Sprachraum als „Krippenpater“ bezeichnet. Er verfasste in den 1920er-/1930er-Jahren neben Krippenspielen und -predigten zahlreiche Publikationen über Krippen und regte Ausstellungen sowie Zusammenschlüsse von Krippenfreunden im deutschen Sprachraum an. Dadurch machte er sich um die Erneuerung und Pflege der religiösen Krippenkunst verdient und formte zugleich maßgeblich die moderne Krippenbewegung. 1924 gründete er die Westfälische Landesgemeinschaft der Krippenfreunde. Neben dem Publikationsorgan Die Weihnachtskrippe (ab 1925), waren es vor allem die stark besuchten Krippenschauen der 1920er Jahre (mit Wettbewerben von Krippenbauern und Verkaufsausstellungen), die Krippen in katholischen Haushalten populär machten. Die Rezeption der Hauskrippen verlief im Protestantismus unterschiedlich. Im evangelisch-reformierten Raum wurden sie als typisch katholisches Brauchobjekt lange abgelehnt. Im pietistisch geprägten Luthertum dagegen verlief die Einführung zeitgleich mit dem Katholizismus, wenn nicht sogar früher. Für das evangelische Westfalen waren die Von Bodelschwinghschen Anstalten Bethel mit der dort kultivierten Krippenfrömmigkeit prägend. Herausgelöst aus dem Kontext des Kirchenraums, wurde die Weihnachtskrippe (typischerweise unter dem Tannenbaum aufgebaut) im Verlauf des 20. Jahrhunderts zu einem mehr dekorativen als religiösen Objekt, ähnlich einer Puppenstube dem Thema Kindheit(serinnerung) zugeordnet und als „weihnachtliches Stimulans“ in den Ablauf der familiären Feier einbezogen.
Krippen sind bis heute fester Bestandteil des kirchlichen und häuslichen Weihnachtsschmucks und werden in allen erdenklichen künstlerischen Stilen und Materialien gefertigt. Krippen im öffentlichen Raum gibt es in vielen Staaten, zum Beispiel vor dem Europäischen Parlament in Brüssel. Ihre Aufstellung wird aber auch aufgrund der Pflicht eines Staates zur weltanschaulichen Neutralität (Laizismus) kritisiert.
- In den Vereinigten Staaten gibt es zwei Supreme-Court-Entscheidungen zu diesem Thema.[42] Die Quintessenz daraus ist, dass die Aufstellung einer Krippe im öffentlichen Raum in den Vereinigten Staaten umso unproblematischer ist, je mehr sie mit kulturellen Symbolen wie Santa Claus, dem Weihnachtsbaum oder dem Schneemann kombiniert wird.[43]
- Im Oktober 2015 genehmigte das Verwaltungsgericht im französischen Nantes die Aufstellung einer Krippe als Ausdruck einer populären christlichen Tradition. Wenige Tage später verbot das Berufungsgericht von Melun die Krippenaufstellung. 2015 riet die Vereinigung französischer Bürgermeister (Association des maires de France, AMF) in einem Leitfaden zur guten laikalen Praxis (bonne conduite laique), in öffentlichen Gebäuden Frankreichs keine Weihnachtskrippen aufzustellen. Am 7. April 2019 erklärte Papst Franziskus, ein Krippenverbot sei inakzeptabel.[44] Er würdigte und empfahl den Brauch, Weihnachtskrippen im privaten wie öffentlichen Bereich aufzustellen, mit einem eigenen Apostolischen Schreiben (Admirabile signum).

## Zeitraum der Aufstellung der Krippe
Die Krippe wird zum Weihnachtsfest aufgestellt. Mancherorts beginnt die Aufstellung mit einzelnen Figuren und Szenen bereits zu Beginn der Adventszeit. Am 24. Dezember wird das Vollbild mit dem Jesuskind in der Krippe gezeigt, bis zum Fest der Erscheinung des Herrn am 6. Januar kommen die Heiligen Drei Könige hinzu.
Die Krippe bleibt bis zum Ende der Weihnachtszeit stehen. Diese reicht in der außerordentlichen Form des römischen Ritus bis zum Fest der Darstellung des Herrn am 2. Februar, in der ordentlichen Form bis zum Fest der Taufe des Herrn. An manchen Orten hat sich der Brauch erhalten, die Krippe bis zum Fest der Darstellung des Herrn stehenzulassen. Die Weihnachtszeit endet dann am 2. Februar mit dem Ritus der Krippenschließung. Im Protestantismus endet die weihnachtliche Festzeit drei Wochen vor der Passionszeit mit dem letzten Sonntag nach Epiphanias; dann ist auch der traditionell letzte Termin, die Krippe abzubauen.
In der evangelischen Kirche in Deutschland (EKD) gilt seit dem Kirchenjahr 2018/19 eine neue Perikopenordnung, die das Ende der Epiphaniaszeit am 2. Februar festlegt. „Die Epiphaniaszeit endet nun jeweils mit der Woche, in der der 2. Februar, der Tag der Darstellung Jesu im Tempel (Lichtmess), liegt.“ (Perikopenbuch, hrsg. von der Liturgischen Konferenz für die Evangelische Kirche in Deutschland, Bonn 2018, Einführung, XXV). Die liturgische Farbe ist daher zwischen Heilig Abend und dem 2. Februar weiß, wobei der 27. Januar, dem Tag des Gedenkens an die Opfer des Nationalsozialismus, eine Ausnahme bildet.

## Typen von Krippen bzw. Figuren
Krippen können nach der Art ihres Aufstellungsortes, dem Material, aus dem sie bestehen, und der äußeren Gestalt unterschieden werden:

### Materialien der Krippenfiguren bzw. Herstellungsart der Figuren

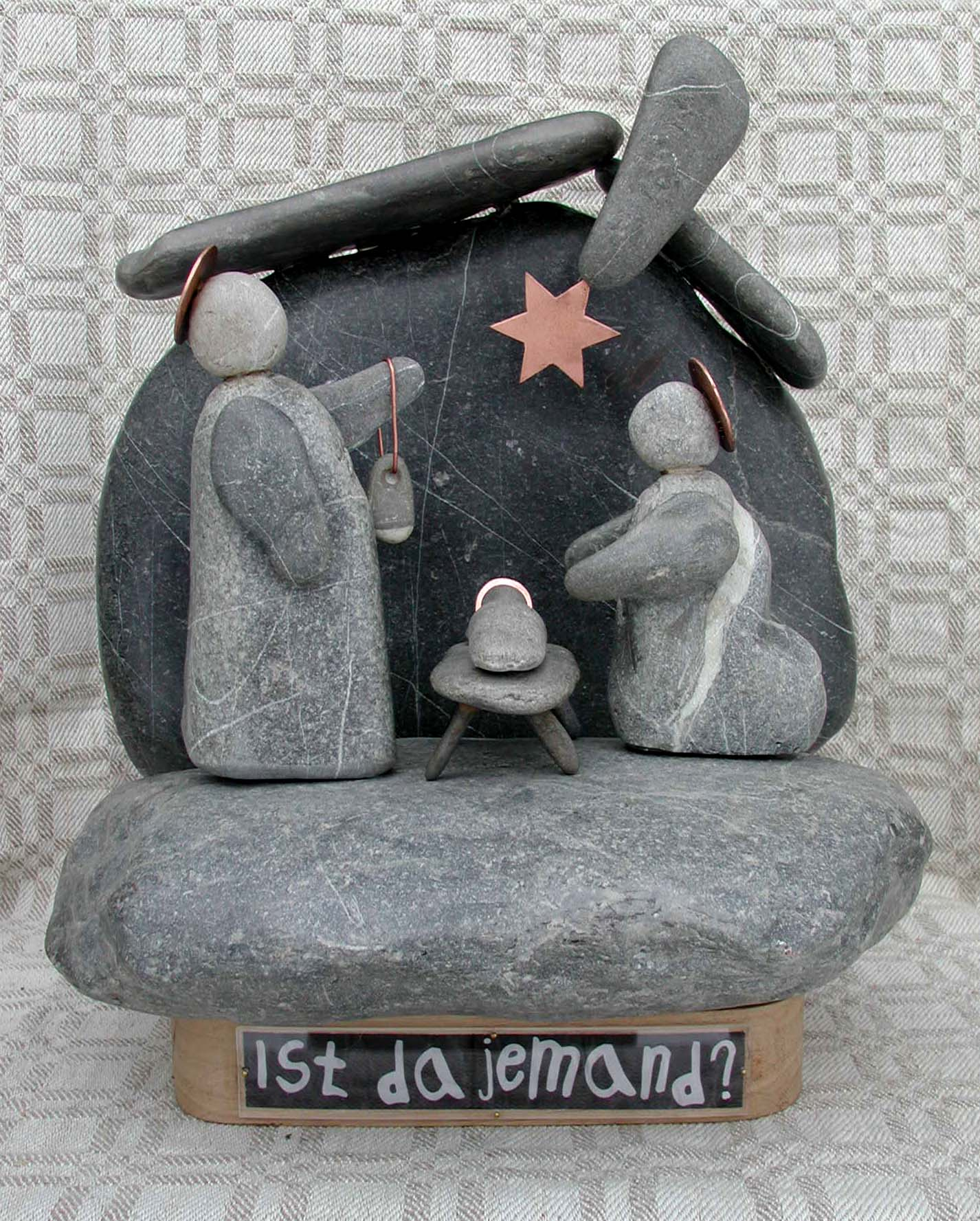
Krippe aus Lechsteinen, Krippenmuseum „Maranatha“, Luttach

- Geschnitzte Krippenfiguren (evtl. auch mit Stoffen bekleidet)
  - Krippenfiguren aus Brienz in der Schweiz
  - Krippenfiguren aus dem Grödnertal in Südtirol
  - Krippenfiguren aus Bodenmais in Niederbayern
  - Krippenfiguren aus Oberammergau in Oberbayern
  - Krippenfiguren aus dem Erzgebirge
  - Krippenfiguren aus Grulich (Králíky) in Nordböhmen
- Gipsfiguren-Krippen
  - vom Kölner Krippenhersteller Schmidt & Heckner produziert bei der Firma Beckers[45] in Köln (Marke: SH; Dürer-Krippe / Monopol Krippe Schiestl / Krippe Köln / Orient Krippe)
  - vom Deutschen Kunsthaus Düsseldorf (Marke: DKH; Würzburger Krippe / Altelfenbein-Krippe / Bethlehem-Krippe / Melchior Krippe)
  - von Gerhard Winning aus Düsseldorf (Marke: GW)
  - von Willi Winning aus Düsseldorf (Marke: WW)
  - von Franz Wand aus Mönchengladbach (Marke: FW; Künstler Krippe)
  - vom Krippenhersteller Aloys Riffarth (Marke: AR)[46] aus Mönchengladbach
  - von Pietro Mazotti aus Münster (Marke: PM)
  - von Carl Walter aus Trier (Marke CW)
  - von Anton Rappels aus Kevelaer (Marke AR)
  - von Konrad Rabbels aus Kevelaer (Marke KR)
  - vom Krippenhersteller Emil Göbel aus Drolshagen (Marke: EGD)
  - von Heinrich Bösken aus Geldern (Marke: HBG)
  - vom Krippenhersteller Heinrich Kerkhoff aus Kevelaer (Marken: HKK, KK und HK; Orient-Krippe)
  - von Heinrich Klumpen aus Kevelaer (ebenfalls die Marke: HKK)
  - von Hans Grave aus Kevelaer (Marke: HGK)
  - von Carl Becker aus Kevelaer (Marke: CBK)
  - von Peter Girmes aus Kevelaer (Marken: PG und PGK; Dürer Krippe / Bachlechner Krippe)
  - von Baers & Girmes aus Kevelaer (Marken: BG und BGK; Dürer Krippe / Bachlechner Krippe)
  - von Josef Konrad aus Kevelaer (Marke: JKK)
  - Von Josef Thum aus Kevelaer (Marke: JTK)
  - vom Hersteller Daniels und van Ooyen aus Kevelaer (Marken: DvO, DOK und DO)
  - von dem Nachfolgeunternehmen Heinrich & Wilhelm Daniels aus Kevelaer (Marke: HWD)
  - von Hubert van Meegen aus Kevelaer (Marke: HvM); 1925 inserierte die Firma unter: „Dickmann, van Meegen & Co. Kevelaer - Export, Fabrikation von Heiligenfiguren, Weihnachtskrippen, Devotionalien jeder Art.“
  - von Butzon & Bercker (Marke: B&B; Oberammergauer Krippe) aus Kevelaer
  - von Fritz Cox (Marke FCK; Bachlechner Krippe) aus Kevelaer
  - vom Hersteller Sebastian Ambrogi aus Kevelaer (ab ca. 1830 in Kevelaer gründet 1889 sein „Atelier für Gips- & Elfenbeinmasse-Statuen Seb. Ambrogi“) Zusammenarbeit mit Jacopo Franchi als Polychromateur[47] Die Bemalung und der Vertrieb der Figuren erfolgte über Jacopo Franchi unter der Marke JFK
  - von Jacopo Franchi (Marke: JFK) aus Kevelaer, kam 1888 durch Vermittlung von Sebastian Ambrogi aus der Toskana.[47] Er polychromierte und vertrieb die von Ambrogi gegossenen Figuren.
  - von Heinrich & Arnold Dyx aus Kevelaer (Marke: HAD; Dürer Krippe / Nazarener Krippe / Schiestl Krippe)
  - von den Gebrüdern Dyx (Marke: GDK; Dürer Krippe / Nazarener Krippe / Schiestl Krippe)
  - von Siegfried Wallendorf aus Kevelaer (Marke: SW)
  - von den Katholischen Volkskunstanstalten aus München und Kevelaer (Marke: KVA)
  - von A. Linz aus Prichsenstadt (Marke: ALP; Dürer Krippe)
  - von Kaspar Schultheiß aus Weißenhorn bei Ulm (Marken: KS, KSW; Willy Winning Krippe)
  - vom Nachfolgeunternehmen ab 1936: den Gebruedern Schultheiß aus Weißenhorn bei Ulm (Marke: GSW; Willy Winning Krippe)
  - von Raffel Delin Fréres aus Paris (Marke: RDF)
  - vom Nachfolgeunternehmen: den Gebrüdern Henry und Jean Delin aus Paris (Marke: HJD)
  - von Marcel Marron (1877–1954) aus Orleans (Marke: M.MARRON)
  - von Gerard Linssen aus dem niederländischen Venlo (Marke: GLV 1893–1931)
  - von Johann Heintges aus dem niederländischen Venlo (Marke: JHV ab 1931)
  - von Arend Spoor aus dem niederländischen Venlo (Marke: ASV)
  - von der Firma ARTE Barsanti aus Bagni di Lucca in der Toskana
  - von der Universal Statuary Corp. aus dem US-amerikanischen Chicago, gegründet in den 1930er Jahren von den Gebrüdern Lucchesi (Marke: MCM)
  - außerdem gibt es bisher nicht identifizierte Marken-/Namensstempel für Gips-Krippenfiguren: AP, HTD, BPD, HS, OKD, PSK, RuK, HuS (Dürer Krippe)
- Pappmaché-Krippenfiguren (bspw. Figuren aus Marolin, einer vom Hersteller Richard Mahr aus Steinach/Thüringen entwickelten Gießmasse)
- Kunstharzfiguren-Krippen (Kunstharz-Marmormehl-Massen oder verschiedene Kunstharze sind vor allem in mediterranen Ländern beliebt)
  - Polyresin-Figuren
  - Polyurethen-Figuren
  - Berkalith-Figuren: bspw. der Gelenberg-Krippe, der Gelderland-Krippe, der Lechtal-Krippe oder der Malsiner-Krippe
  - Romalith-Figuren
  - Dolomith-Figuren
  - Achatit-Figuren
  - Edalith-Figuren
  - Coxit-Figuren des Krippenherstellers Fritz Cox aus Kevelaer
  - Kerkolin-Figuren
  - Figuren des Krippenhersteller Horst Dammers aus Kevelaer
  - Kunststoff- bzw. Plastikfiguren
- Porzellanfiguren-Krippen bspw. von den Herstellern Hutschenreuter, Rosenthal oder Gräfenthal
- Krippenfiguren aus einer Schwarzmehl-Leimwasser-Masse („Teig“) (bis in die Mitte des 19. Jahrhunderts gängiges Material in der Spielzeugfiguren-Herstellung, z. B. in Thüringen, Sachsen und Oberfranken)[48]
- Santons (provenzalische Krippenfiguren aus Ton oder Terrakotta)
- Terrakottafiguren-Krippen
- „Loammandl“-Krippen (aus Lehm, mit Formen gefertigt)
- anthroposophische Krippenfiguren aus Holz (bspw. Ostheimer Krippe), gestaltet nach Konzepten der Waldorfpädagogik
- Wachsfiguren-Krippen
- Krippen mit biblischen Erzählfiguren
- Papierfiguren-Krippen
- Stroh Figuren-Krippen, Maisstrohfiguren-Krippen
- Metall Figuren-Krippen (Silber, Bronze, Blei, Zinn, Blech)
- Glasfiguren-Krippen
- Eis- und Schneekrippen
- Steinfiguren-Krippen entweder aus Stein herausgearbeitet oder Figuren, die aus mehreren Kieselsteinen gekittet wurden

### Gestaltung des Krippenbaus
Nach der landschaftlichen Szenerie:
- Höhlenkrippen
- Landschaftskrippen
- Neapolitanische Krippen
- Orientalische Krippen
- Alpenländische Krippen
- Ruinenkrippen
- Stallkrippen
- Tempelkrippen
- Wurzelkrippen

Nach der Bauweise:
- Kastenkrippen (die Krippe ist in eine Kiste eingebaut)
- Bretterkrippen (bühnenartiger Aufbau mit Soffitten)
- Dreieck-Eckkrippen
- Rundkrippen
- Drehkrippen
- Reliefkrippen
- mechanische Krippen
- Miniaturkrippen
- Großkrippen

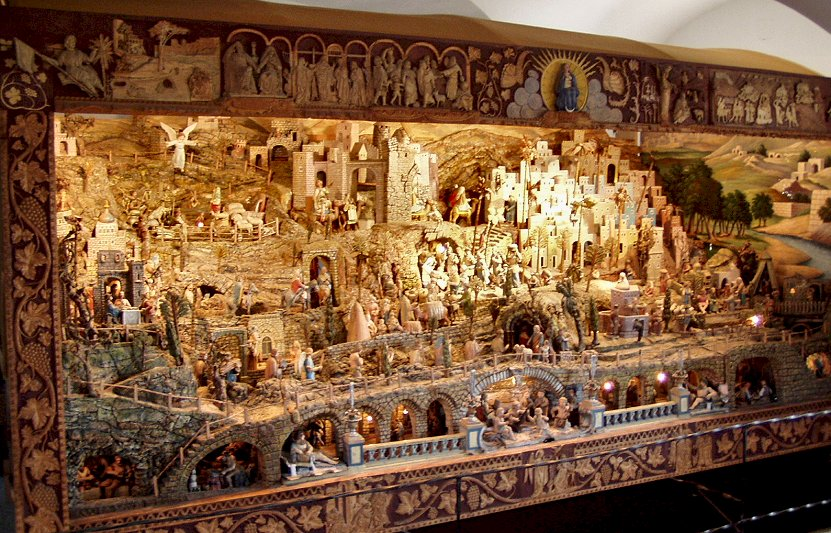
Mechanische Krippe (1899–1939) mit fast 300 beweglichen Figuren (Karl Klauda), Christkindl
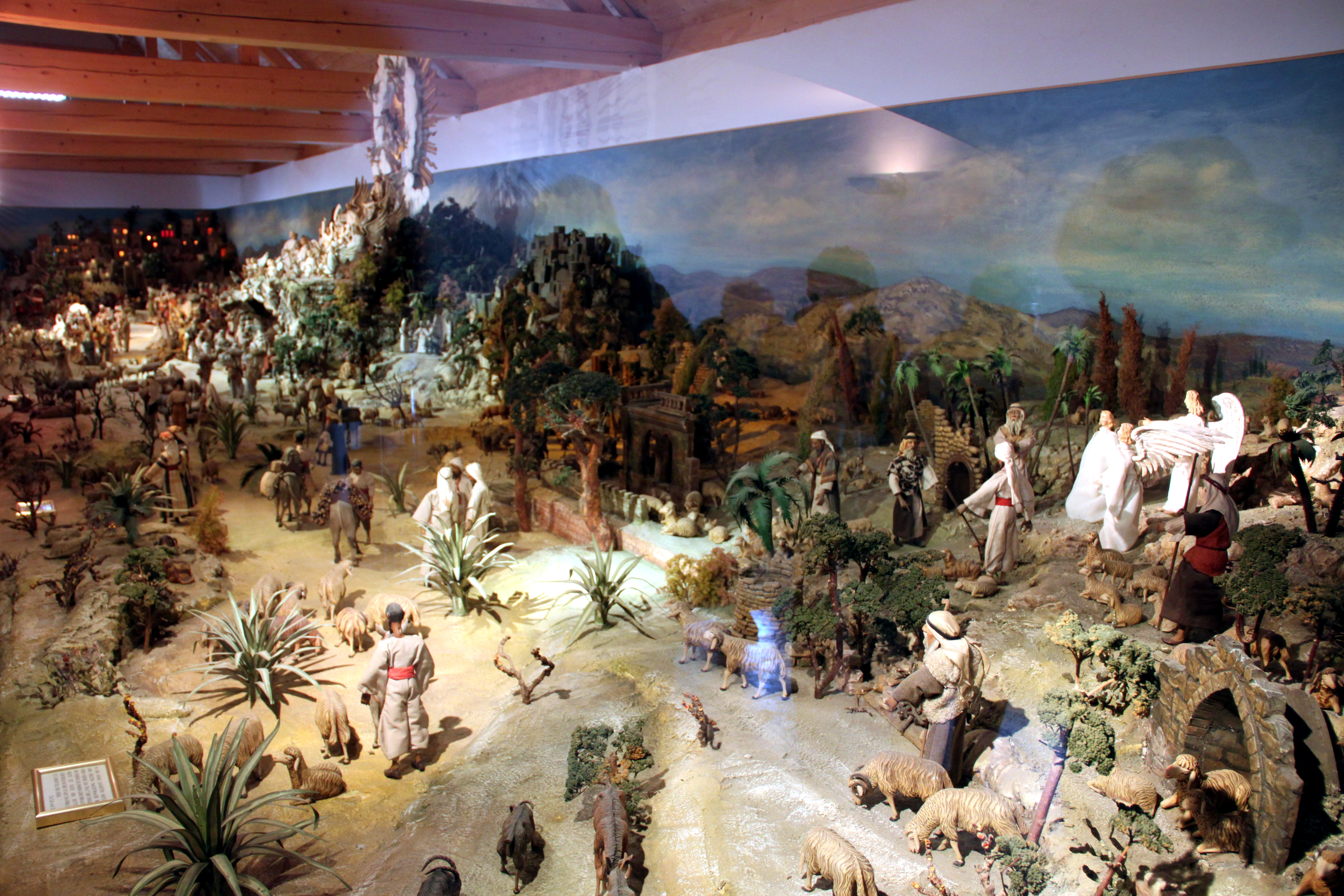
Pöttmesser-Krippe (ab 1950) auf 58 m² mit 778 Figuren (Ferdinand Pöttmesser), Christkindl
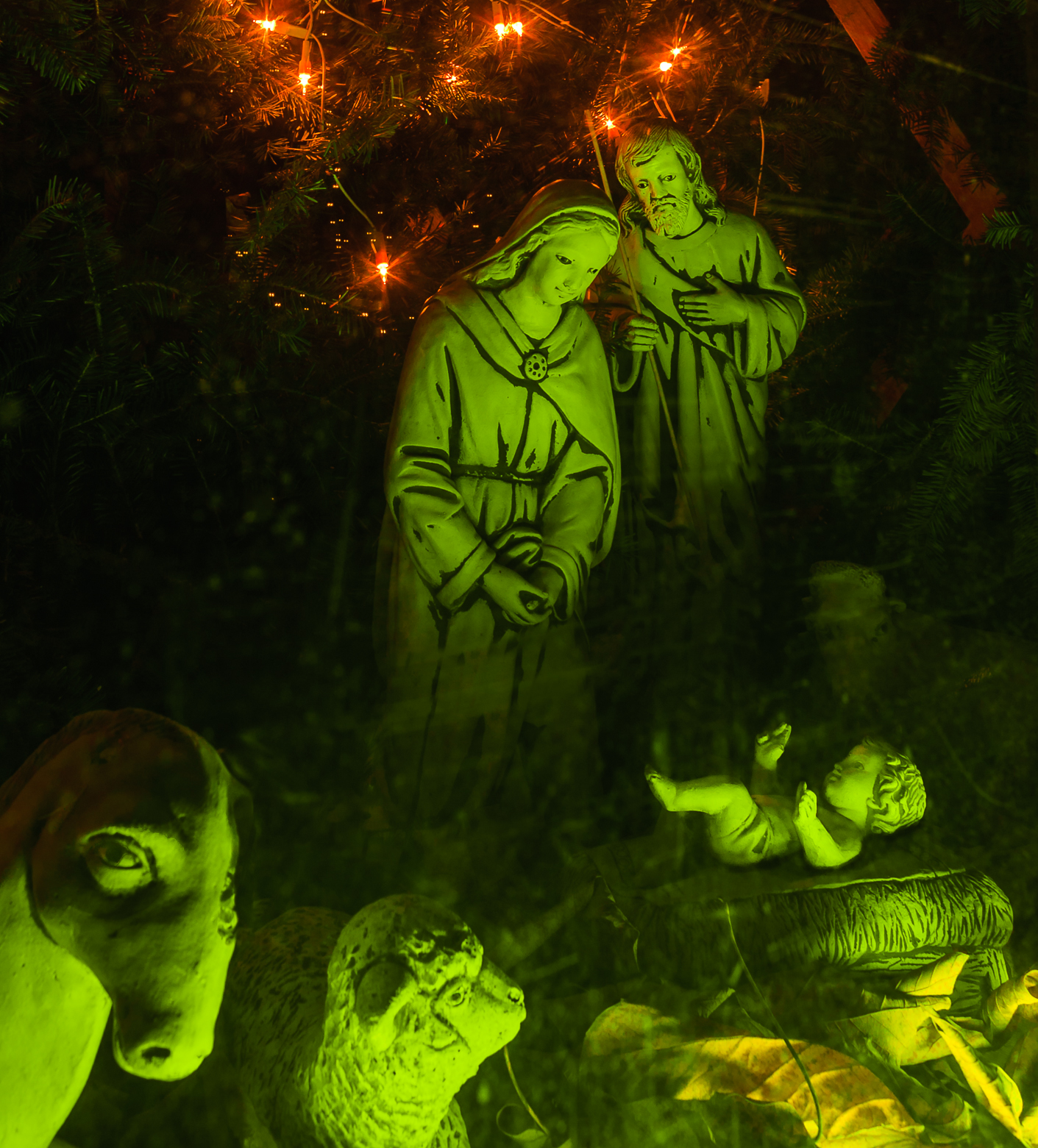
Stallkrippe in Fislisbach, Aargau, Schweiz
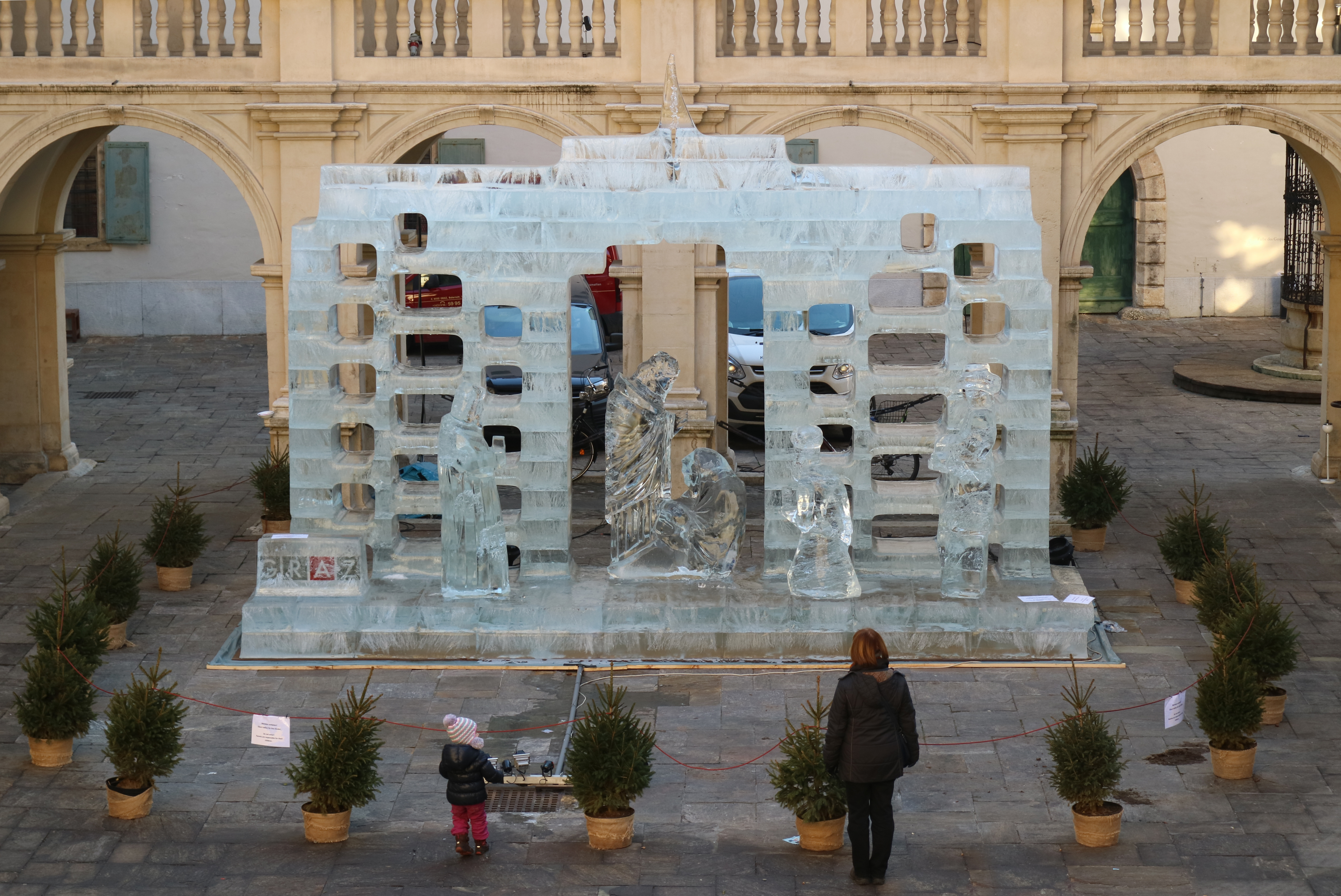
Grazer Eiskrippe (2017)

### Materialien des Krippenbaus
- Naturmaterialien (z. B. Wurzelholz, Wurzeln, Baumschwamm, Moos, Rinden)
  - 1998 baute Gustel Hertling eine Wurzelholzkrippe, die als „größte Naturwurzelkrippe der Welt“ ins Guinness-Buch der Rekorde dieses Jahrgangs aufgenommen wurde; sie wird alljährlich in der Vorweihnachtszeit im Weihnachtsdorf Waldbreitbach in der katholischen Pfarrkirche errichtet und kann dort bis Anfang Februar besichtigt werden. 2006 schlug der Krippenbauer mit einer noch größeren Krippen-Gebirgslandschaft mit fließendem Wasser (8,50 m hoch auf 130 m² Grundfläche, permanent in der Ausstellungshalle) seinen eigenen Rekord.
  - Die Wurzelkrippe Rheinbrohl in der Kirche St. Suitbertus wurde 1991 von der Krippenvereinigung ArsKrippana in Losheim als größte künstlerisch gestaltete Wurzelkrippe Europas ausgezeichnet.
- Künstliche Materialien (z. B. Kunstharz, Papier)

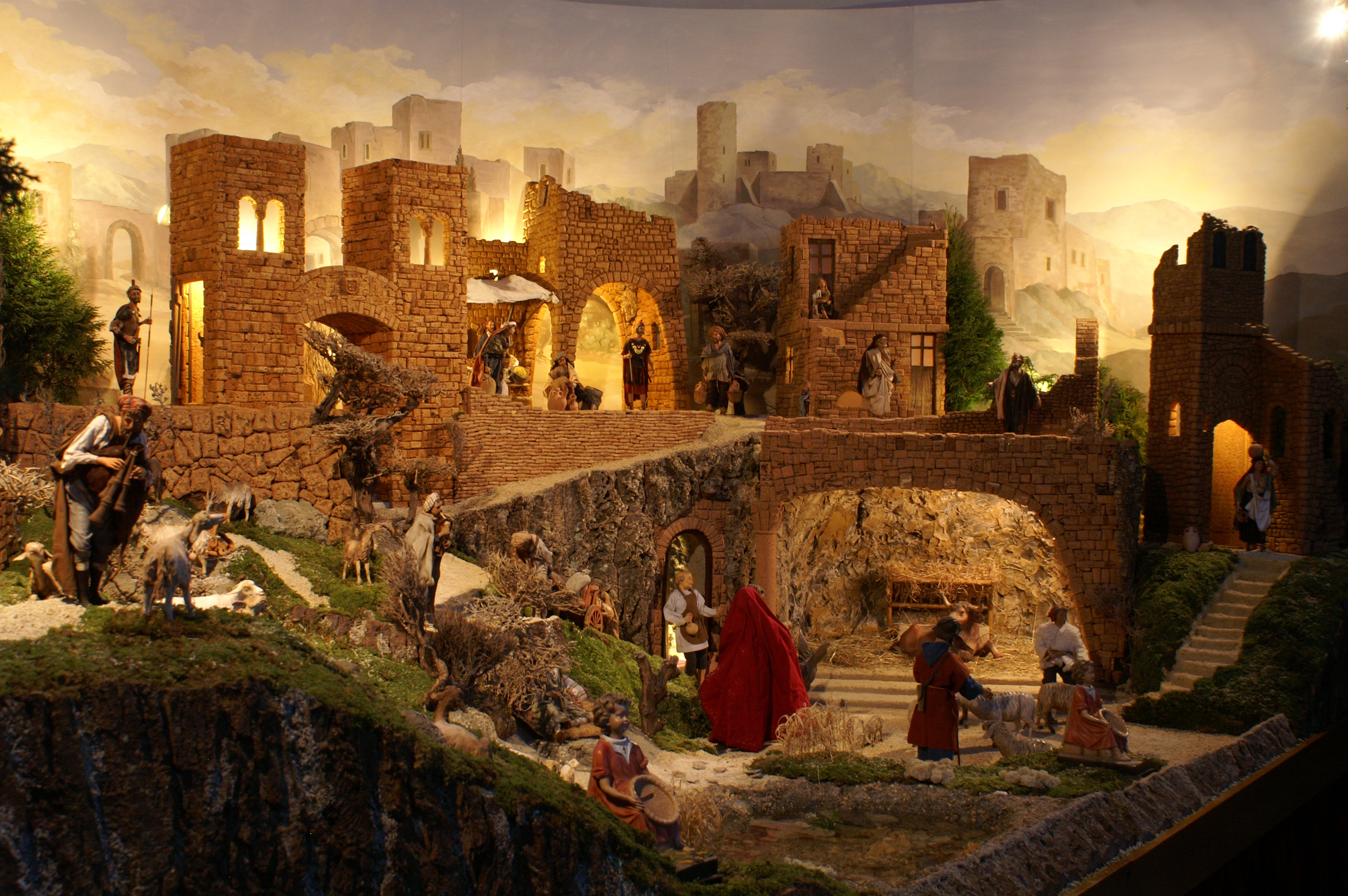
Beispiel einer vorwiegend aus Naturmaterialien gebauten Krippe (Wallfahrtskirche Ave Maria)
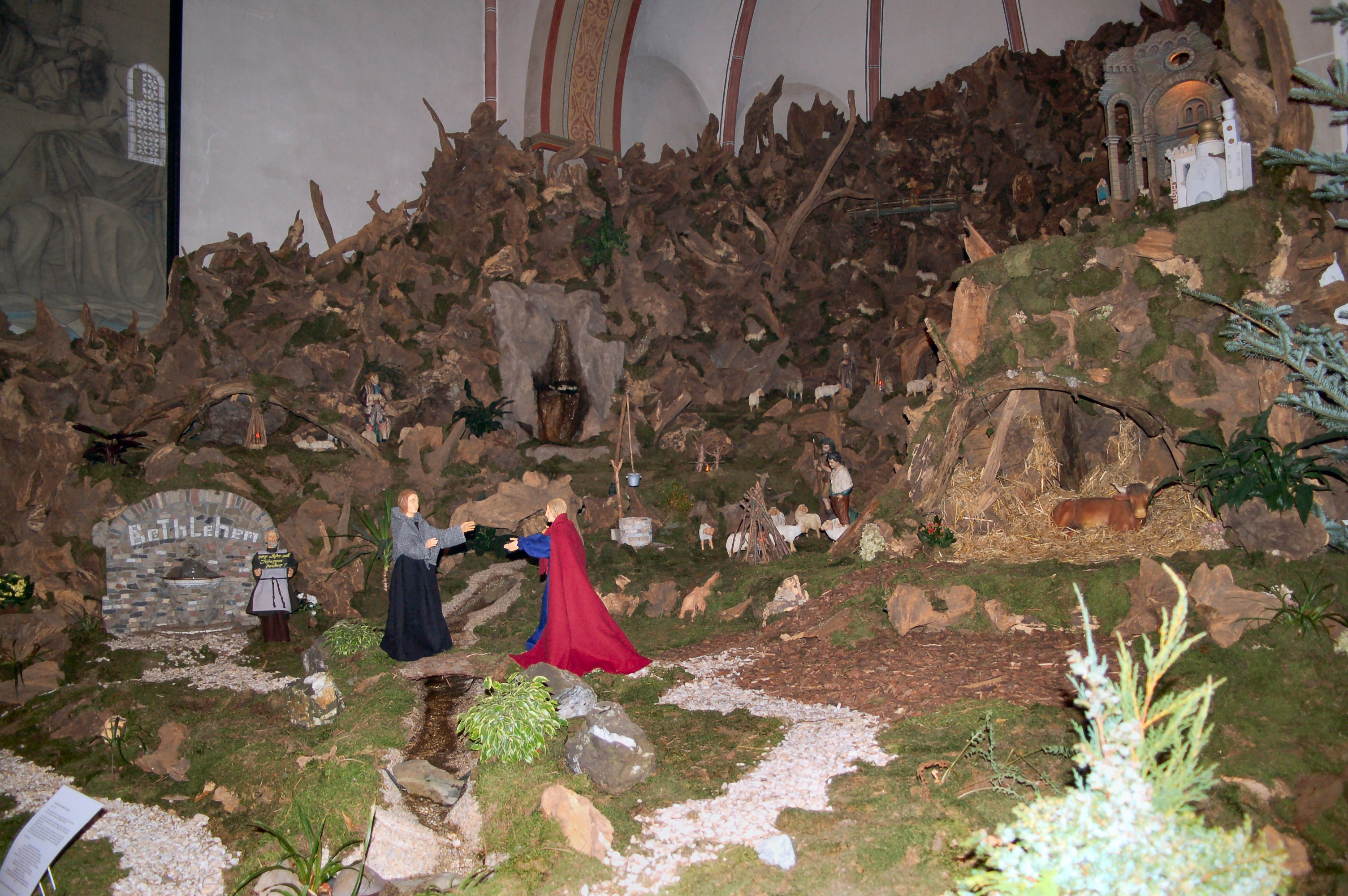
Größte Wurzelholzkrippe der Welt (G. Hertling; Waldbreitbach)

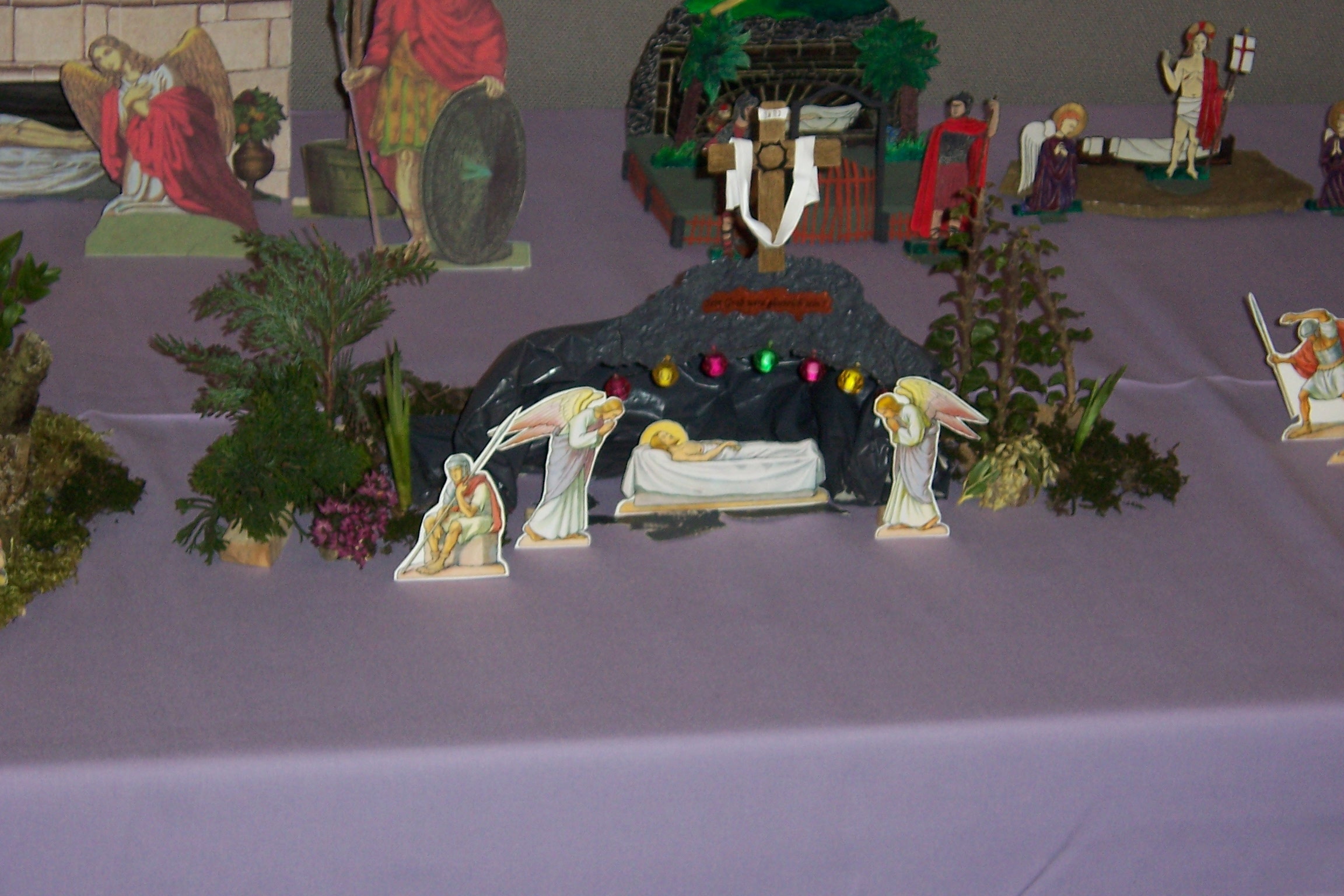

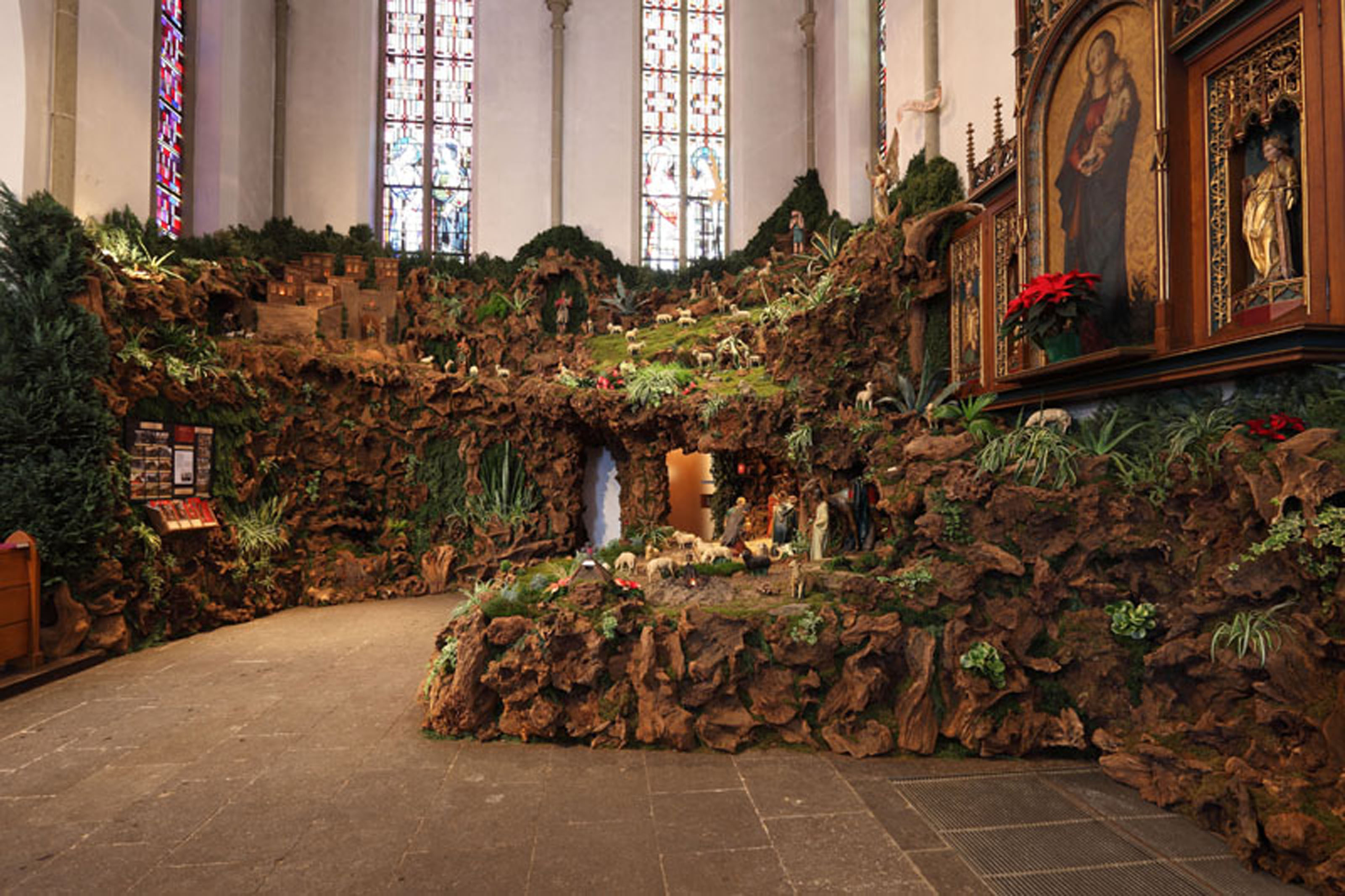
Wurzelkrippe Rheinbrohl

### Schauplatz der Krippen-Szenerie
Orientalische Krippen stellen das Geschehen in einem dem Heiligen Land nachempfundenen Umfeld dar. Heimatkrippen stellen das Geschehen in einem Umfeld mit typischen Merkmalen der Heimat des Schaffenden oder auch der Betrachter dar (z. B. alpenländische Schneekrippe mit Winterlandschaft). Milieukrippen zeigen das Geschehen in einem spezifischen Ambiente mit Figuren und Typen des jeweiligen Umfeldes (so etwa mehrfach in Kölner Kirchen).

Orientalische Krippe
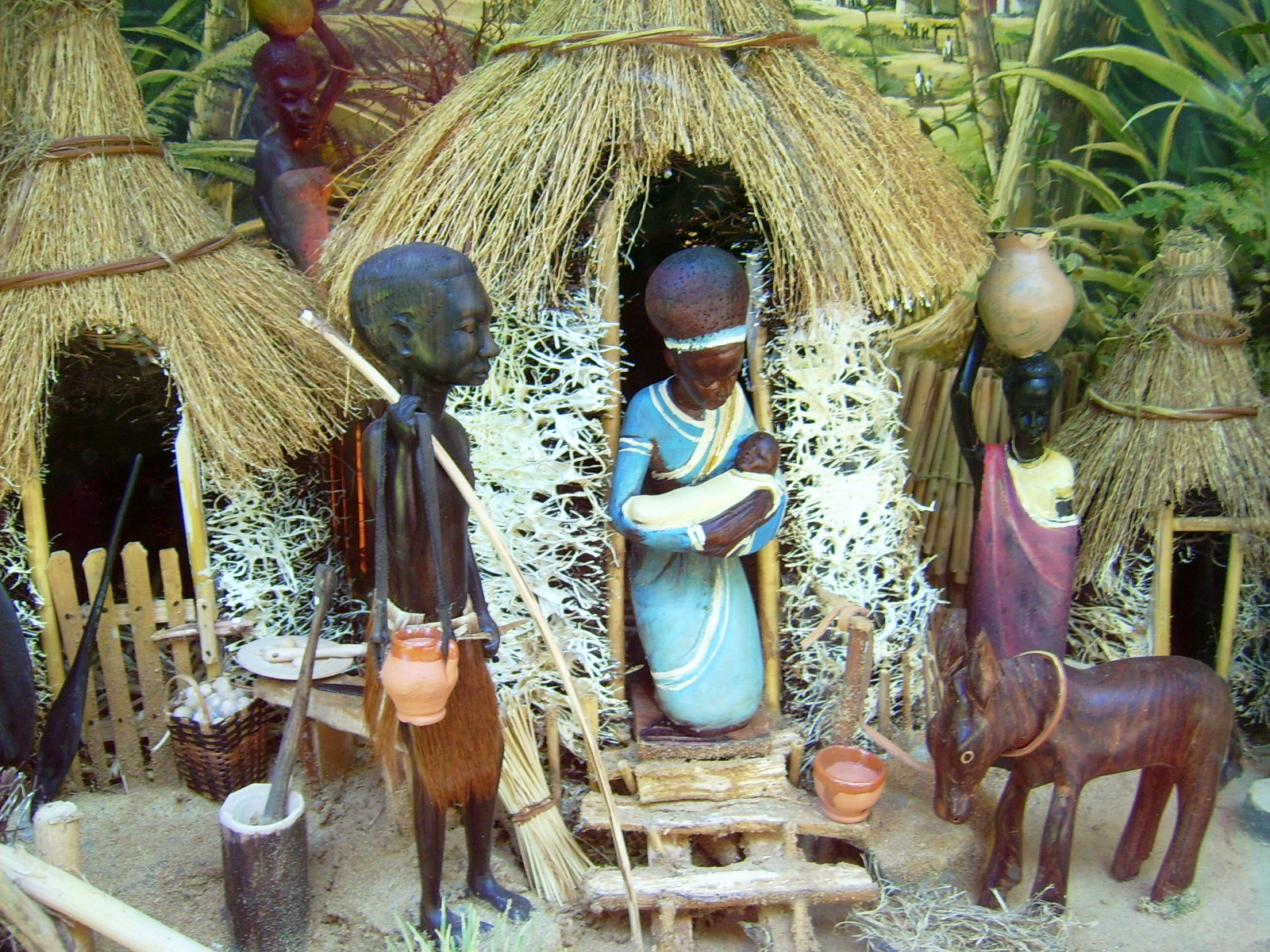
Afrikanische Krippe (Missionshaus St. Wendel)
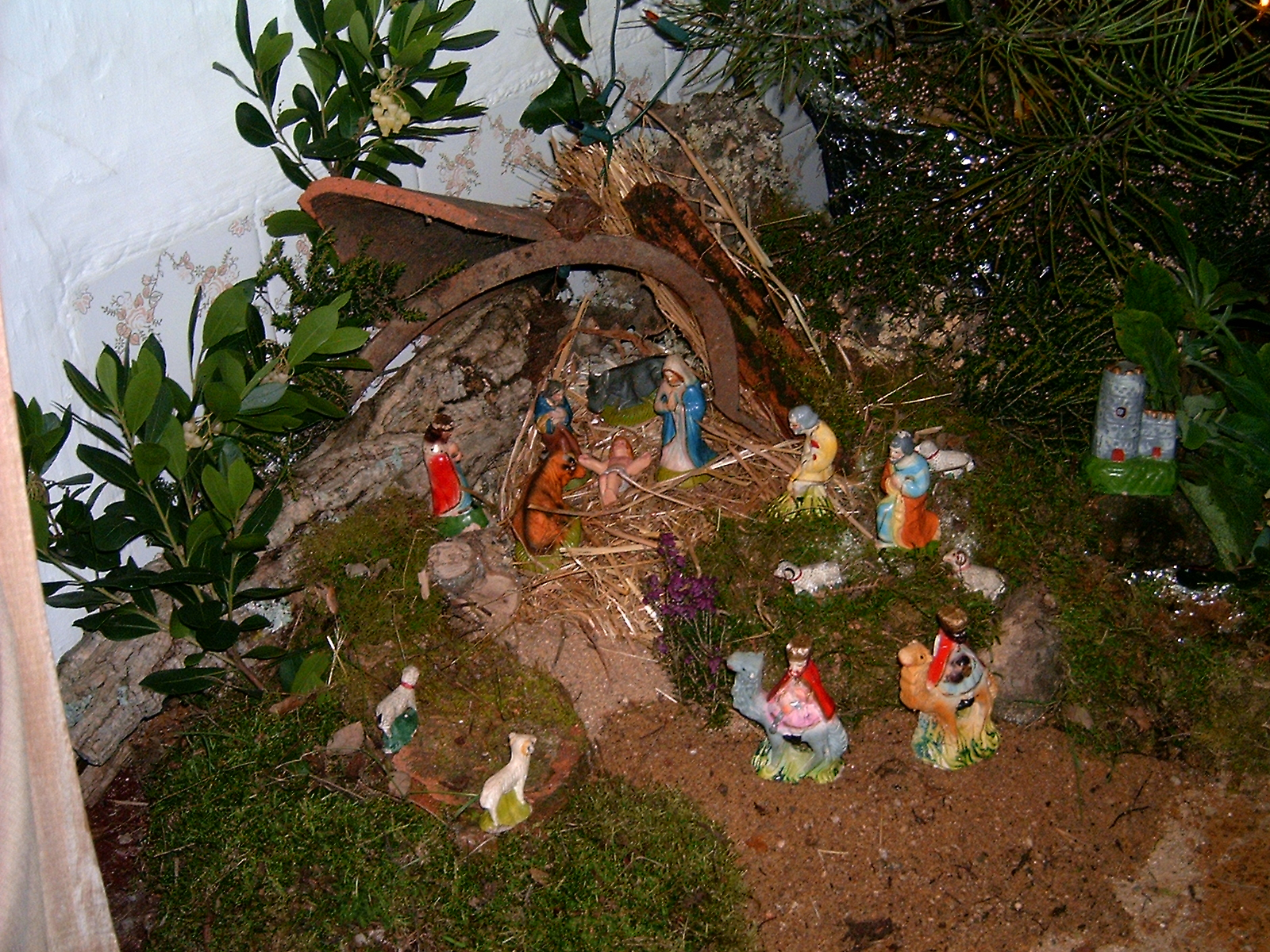
Portugiesische Krippe
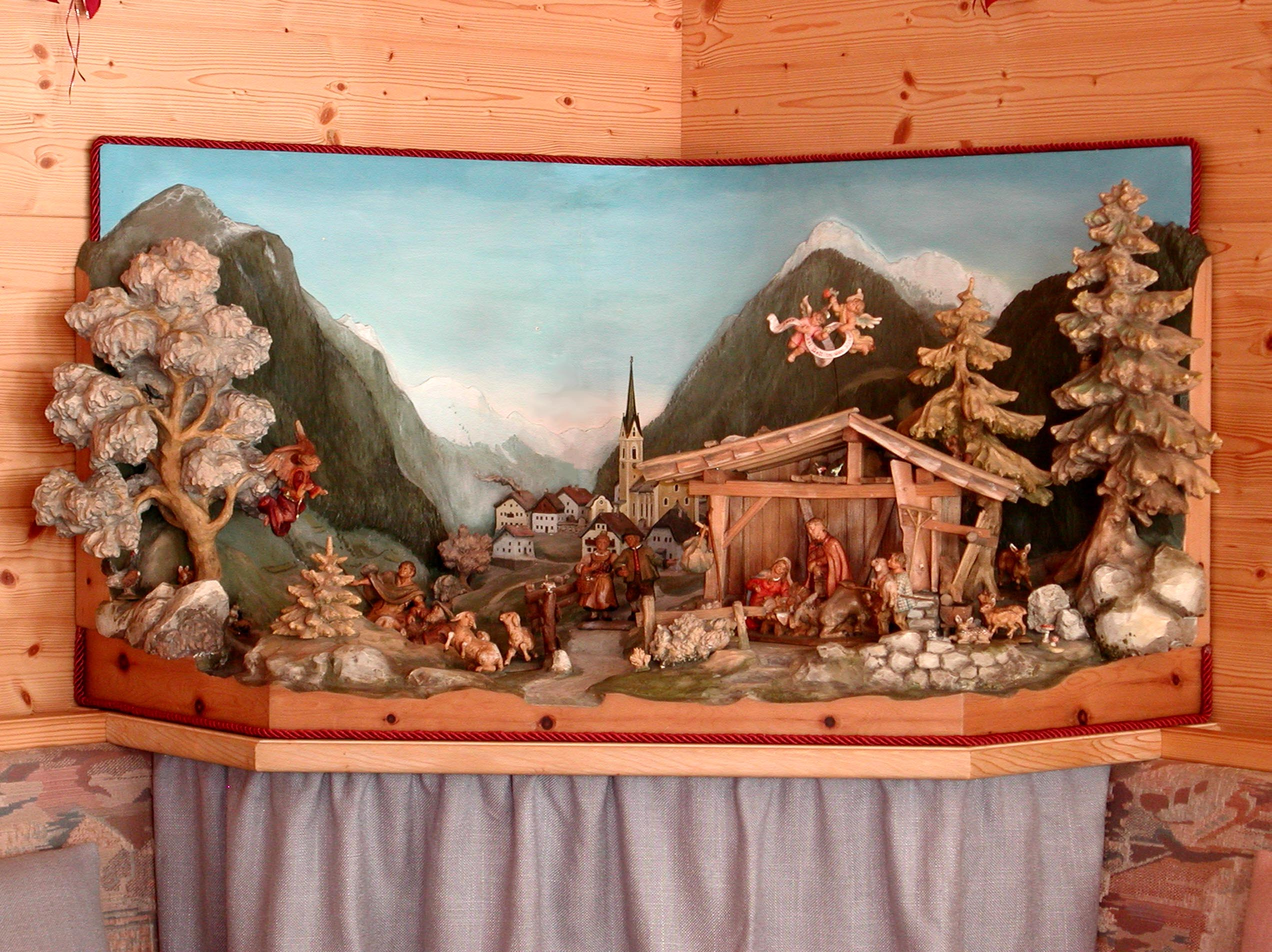
Alpenländische Heimatkrippe vor der Kulisse von Ischgl Anton Keller, Vils
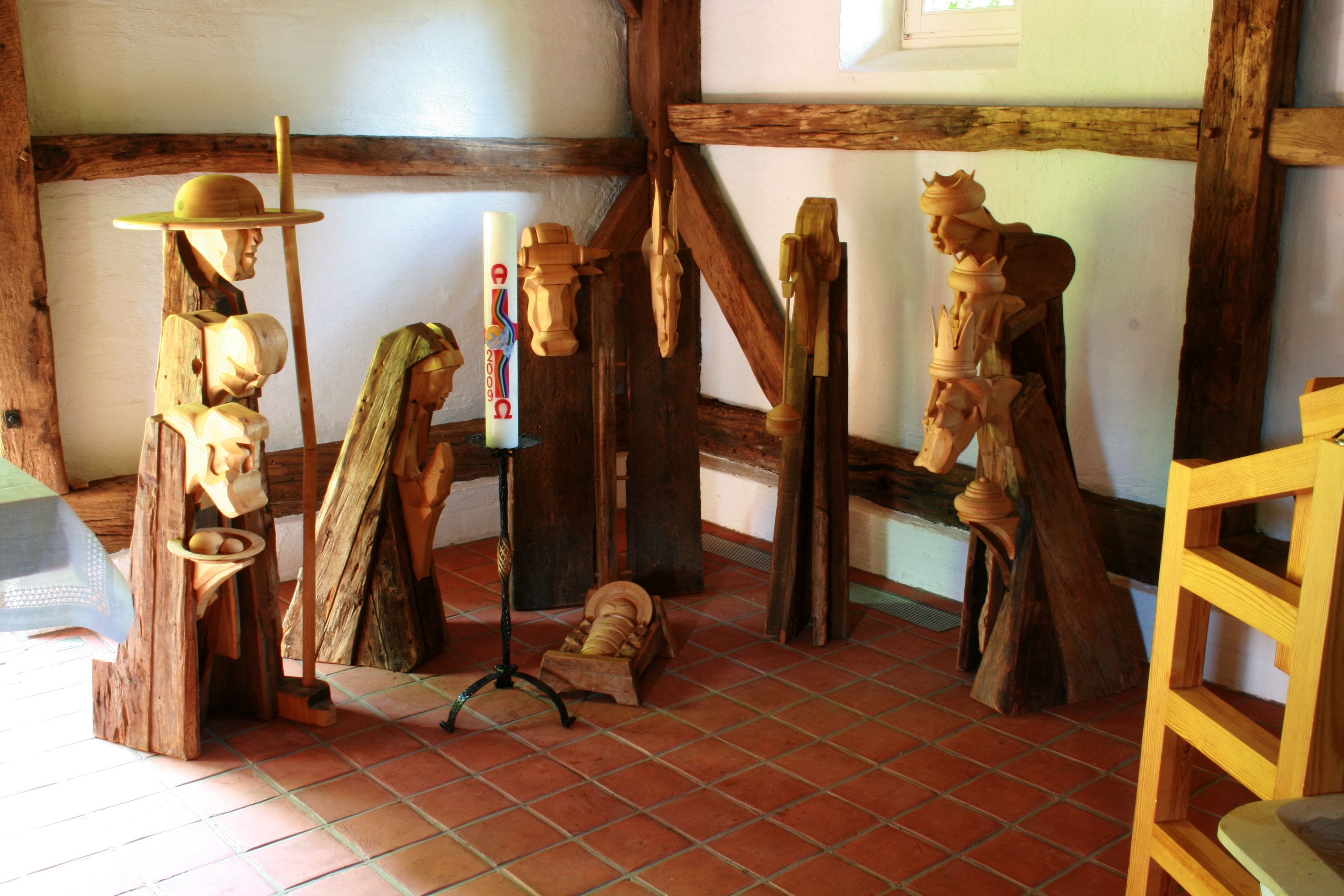
St. Martin (Munster): Weihnachtskrippe in einem zur Kirche umgebauten Schafstall
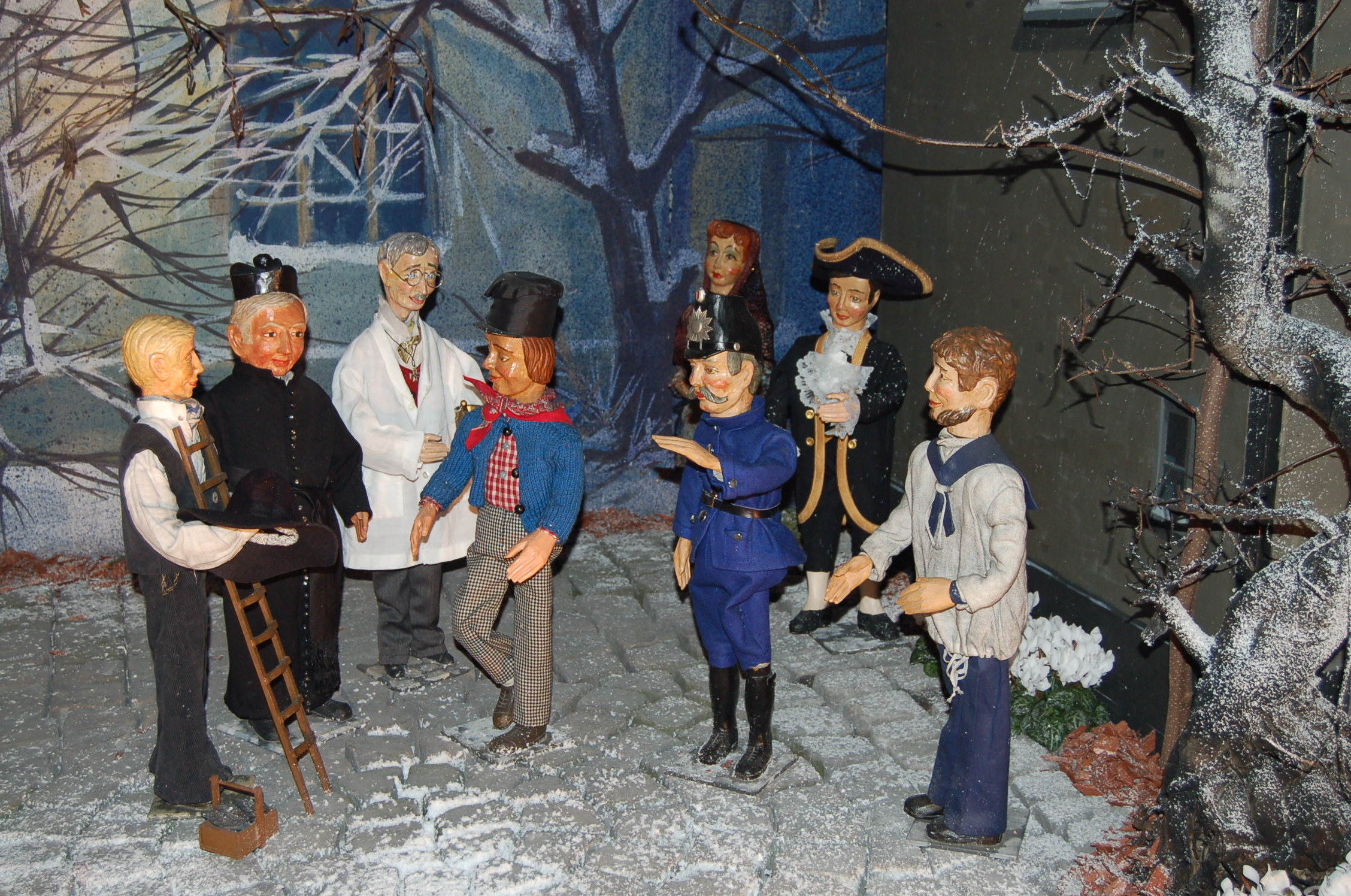
Milieukrippe in der Kölner Kirche St. Maria in Lyskirchen (Ausschnitt)
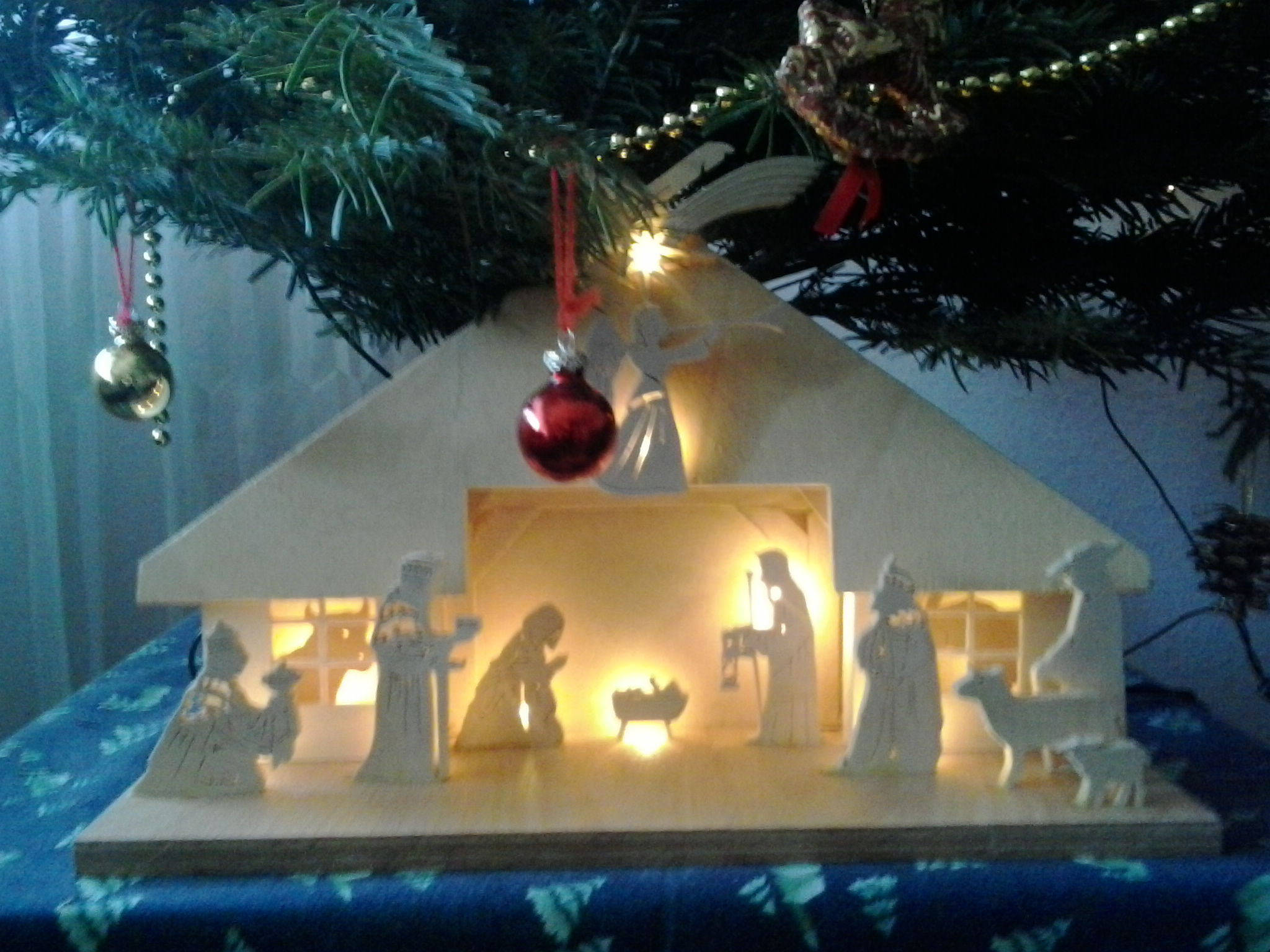
Weihnachtskrippe in Form eines Norddeutschen Hallenhauses von Matthias Schultz

### Szenerie der biblischen Geschehnisse
Die Darstellung von Christi Geburt, oft auch mit der Anbetung durch die drei Weisen aus dem Morgenland, ist die gängigste und bekannteste Krippenform. Andere Krippen zeigen weitere Bilder des Weihnachtsgeschehens (darunter die Verkündigung des Herrn, die Herbergssuche Mariä und Josefs sowie die Flucht nach Ägypten und den Kindermord des Herodes in Betlehem etwa in der Jahreskrippe der Gebrüder Probst; originell auch Maria beim Windelwechseln in der Kölner Kapelle „Madonna in den Trümmern“).
Häufige Krippenszenen aus der Jugend Christi sind die Darbringung Christi im Tempel und das Haus in Nazareth mit Maria am Spinnrad und Jesus, der Josef in der Tischlerwerkstatt hilft. Besonders im Barock war die Darstellung der Hochzeit zu Kana, des ersten Wunders Jesu, beliebt, da das Motiv mit einer Hochzeitsgesellschaft in prächtigen Gewändern und einer großen Festtafel besonders vielfältige Gestaltungsmöglichkeiten bietet. Seltener sind krippenartige Darstellungen der Passion Jesu Christi, wie der Einzug Christi in Jerusalem, die Kreuzigung oder das Heilige Grab mit dem Auferstandenen.

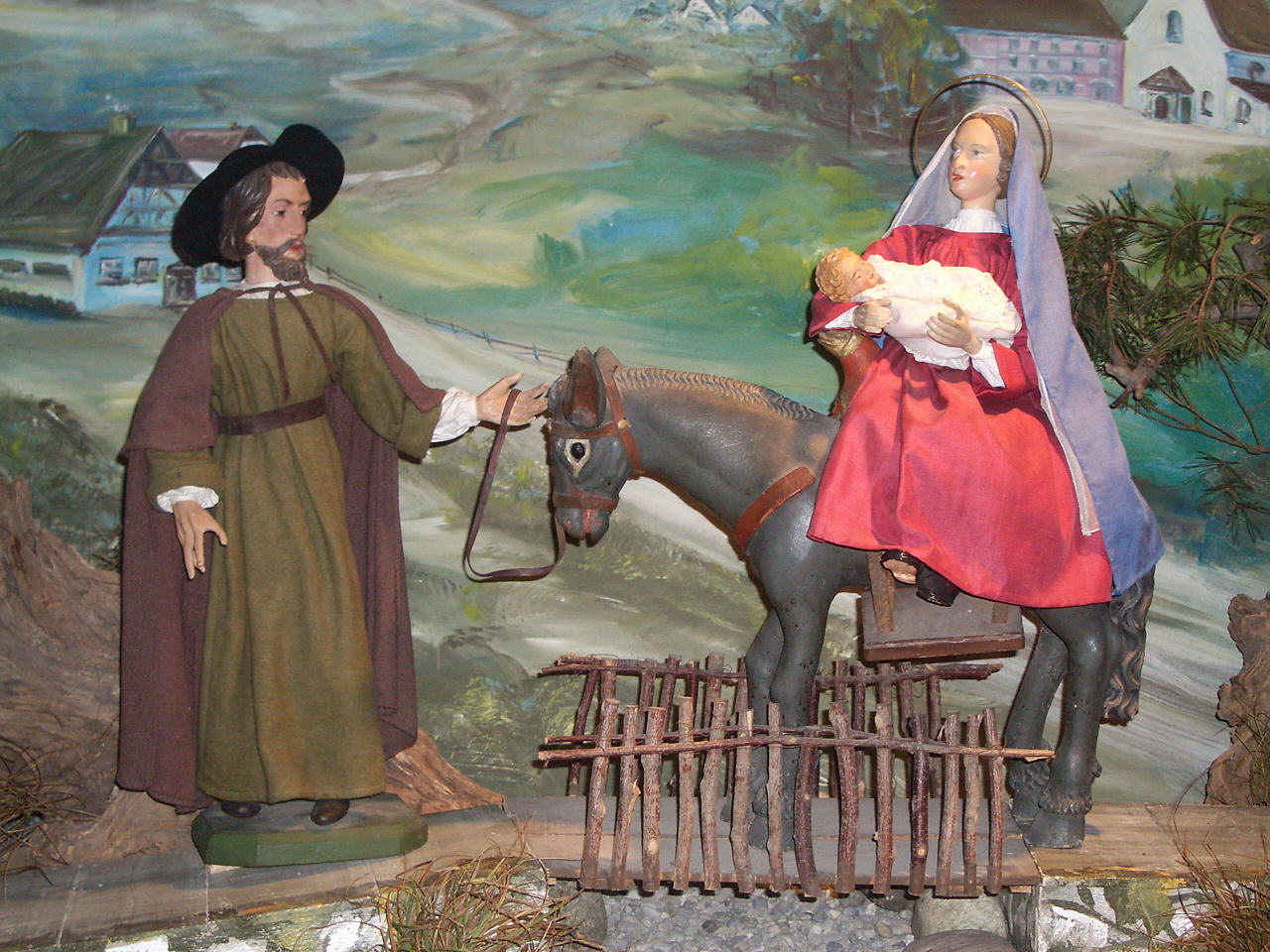
Flucht nach Ägypten (Szene der Krippe in Gutenzell)
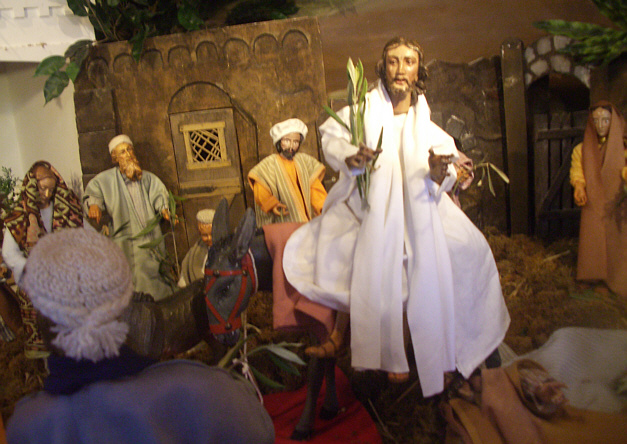
Einzug Jesu in Jerusalem (Szene der Jahreskrippe in Klosterlechfeld)

### Anzahl der dargestellten biblischen Szenen
Simultankrippen zeigen mehrere Darstellungen gleichzeitig. Bei sogenannten Wechselkrippen ist die Darstellung verschiedener Szenen mit den gleichen Figuren möglich.

### Jahreskrippe
Mit einer Jahreskrippe können Szenerien der Feste und Ereignisse während des gesamten Kirchenjahres dargestellt werden.

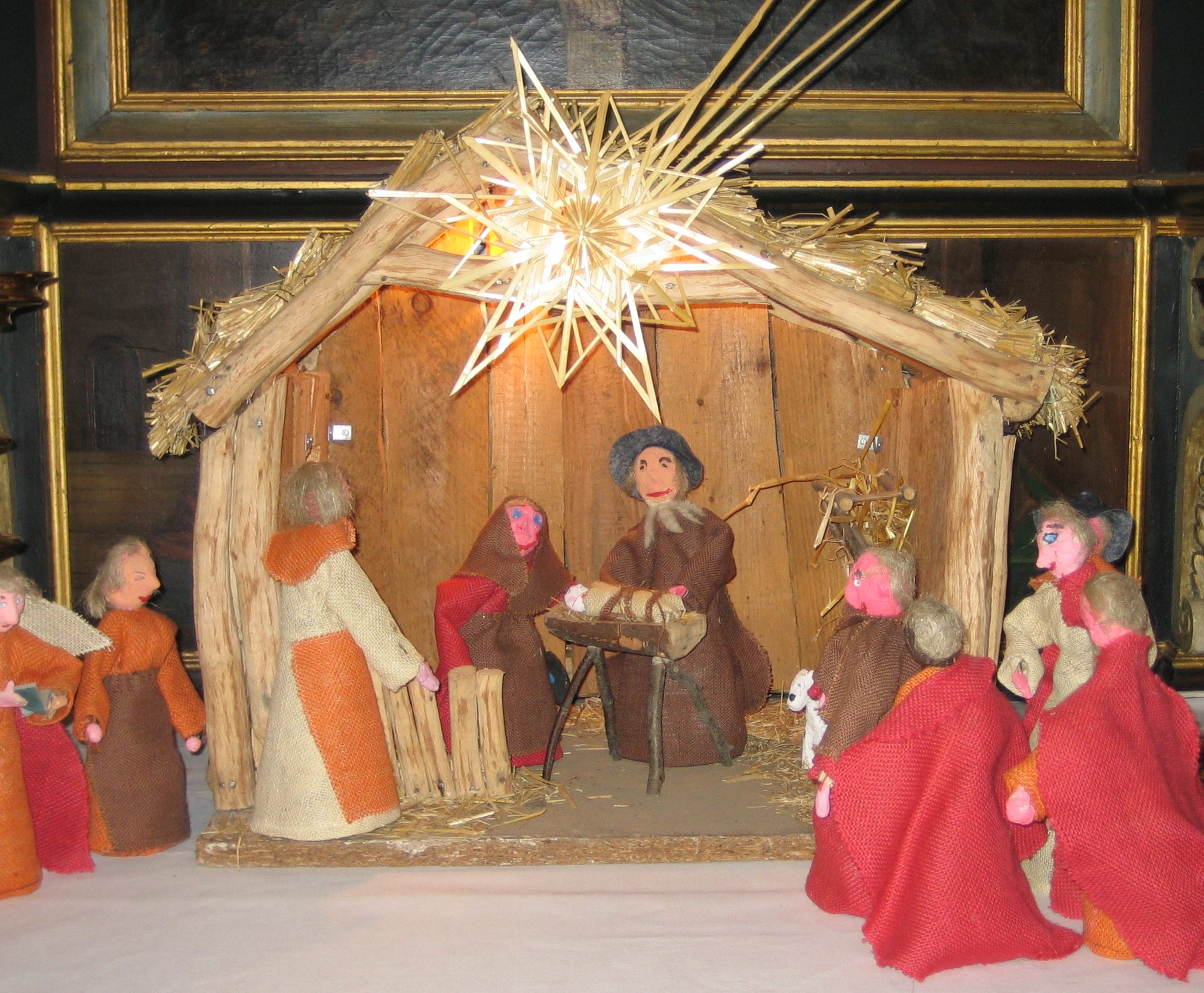
Von Kindern in Einzelfertigung gebastelte Krippenfiguren
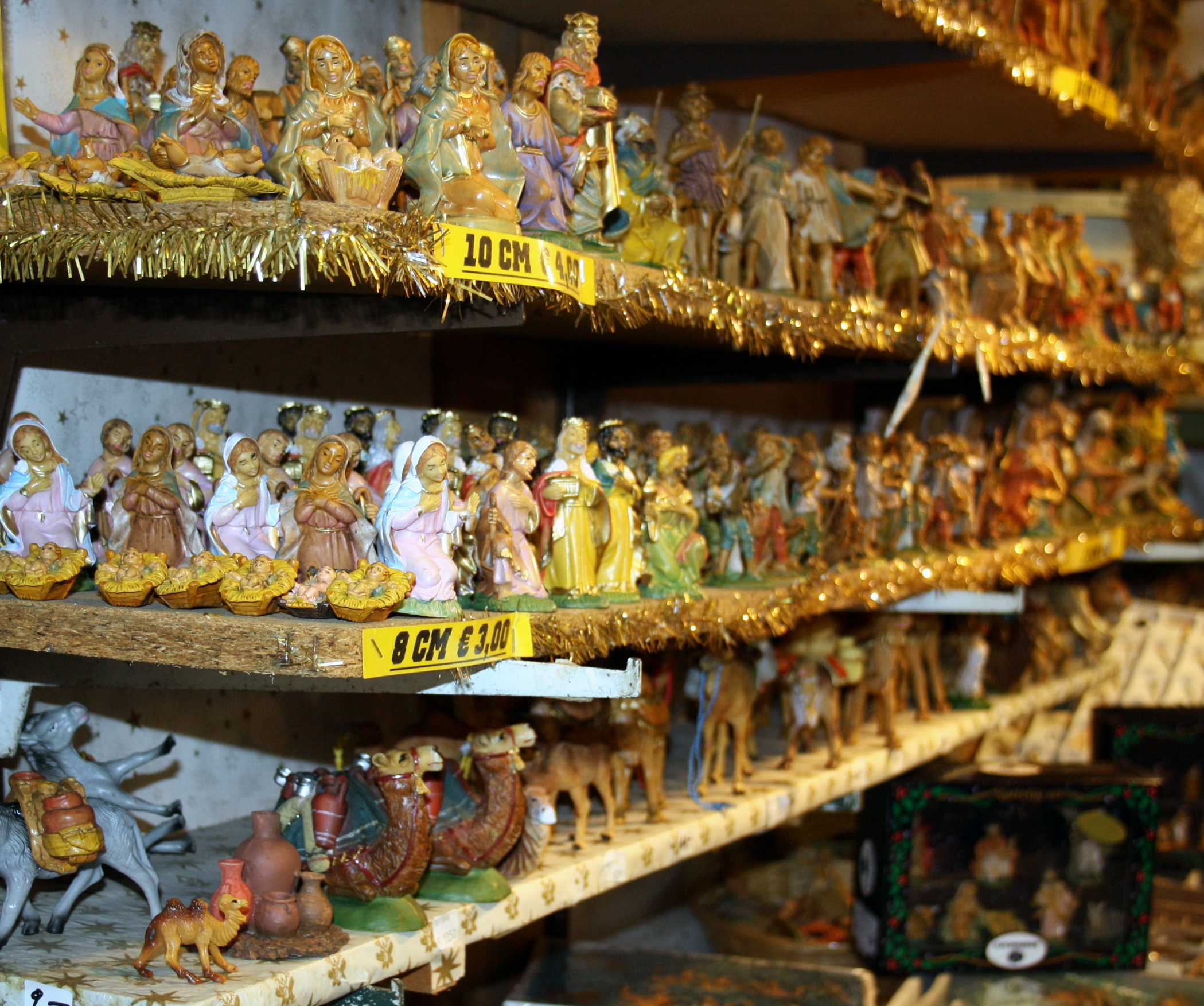
In Serie hergestellte Krippenfiguren
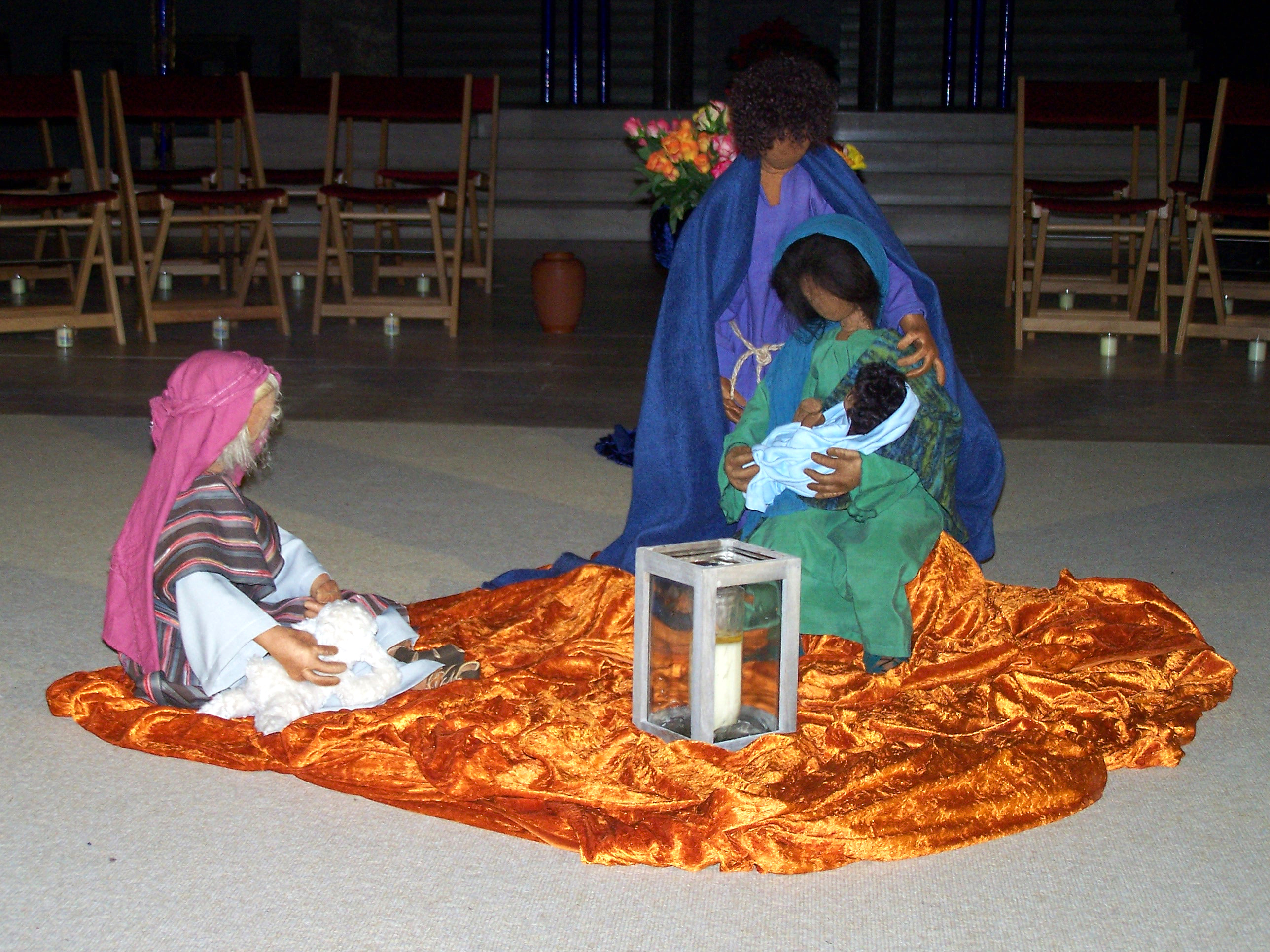
Weihnachtskrippe mit Egli-Figuren und dem Licht aus Betlehem im Jahr 2011 in der Heilig-Kreuz-Kirche des Heilig-Kreuz - Zentrums für christliche Meditation und Spiritualität des Bistums Limburg in Frankfurt-Bornheim

### Aufstellungsort

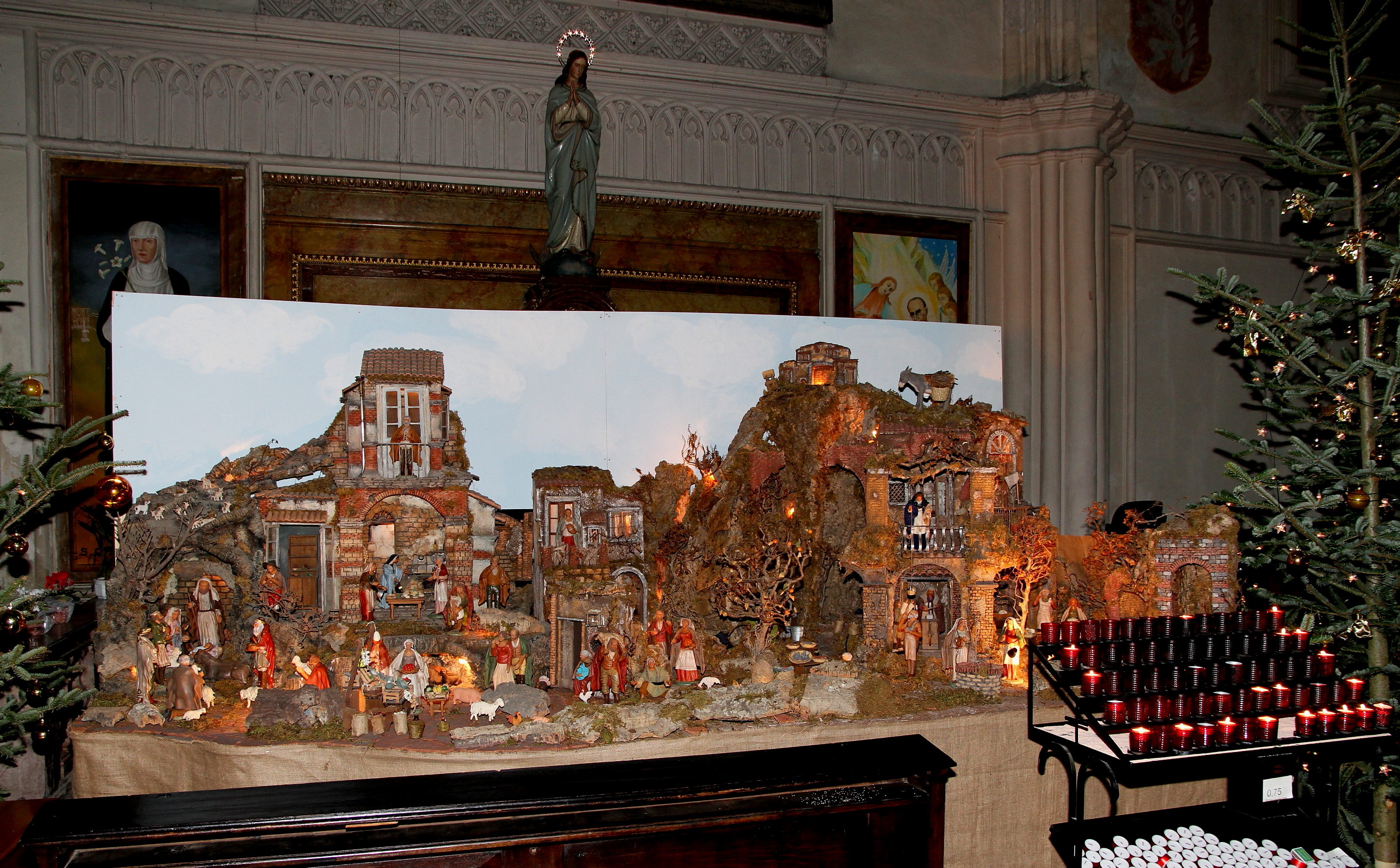
Weihnachtskrippe in der Wiener Minoritenkirche (2011)

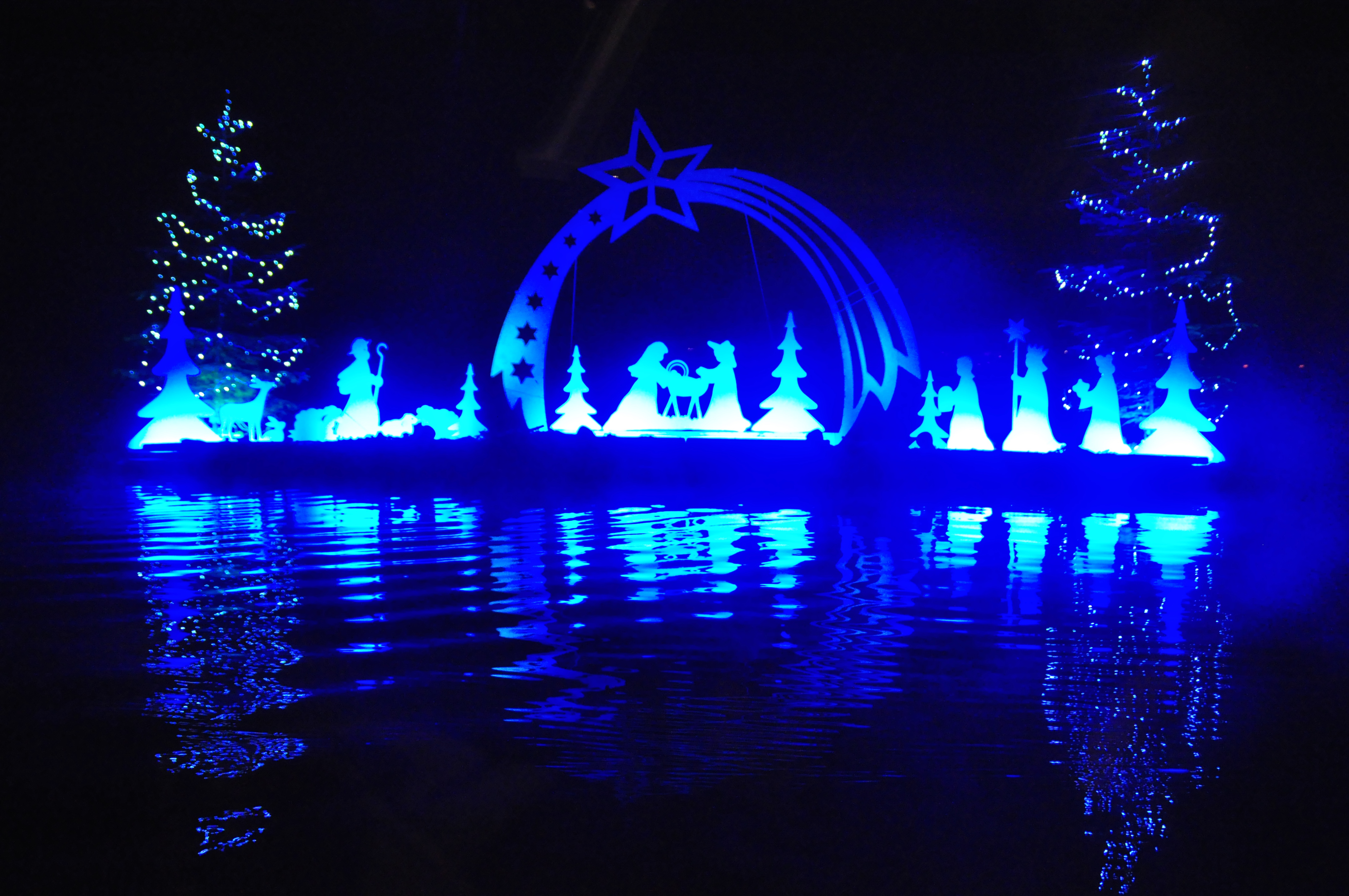
Beispiel einer Freikrippe (Schwimmende Krippe in der Veldener Bucht auf dem Wörthersee)

Je nach dem Ort, an dem die Krippe aufbaut wird, unterscheidet man zwischen Kirchenkrippen, Hauskrippen und Freikrippen.

### Darstellungsformen

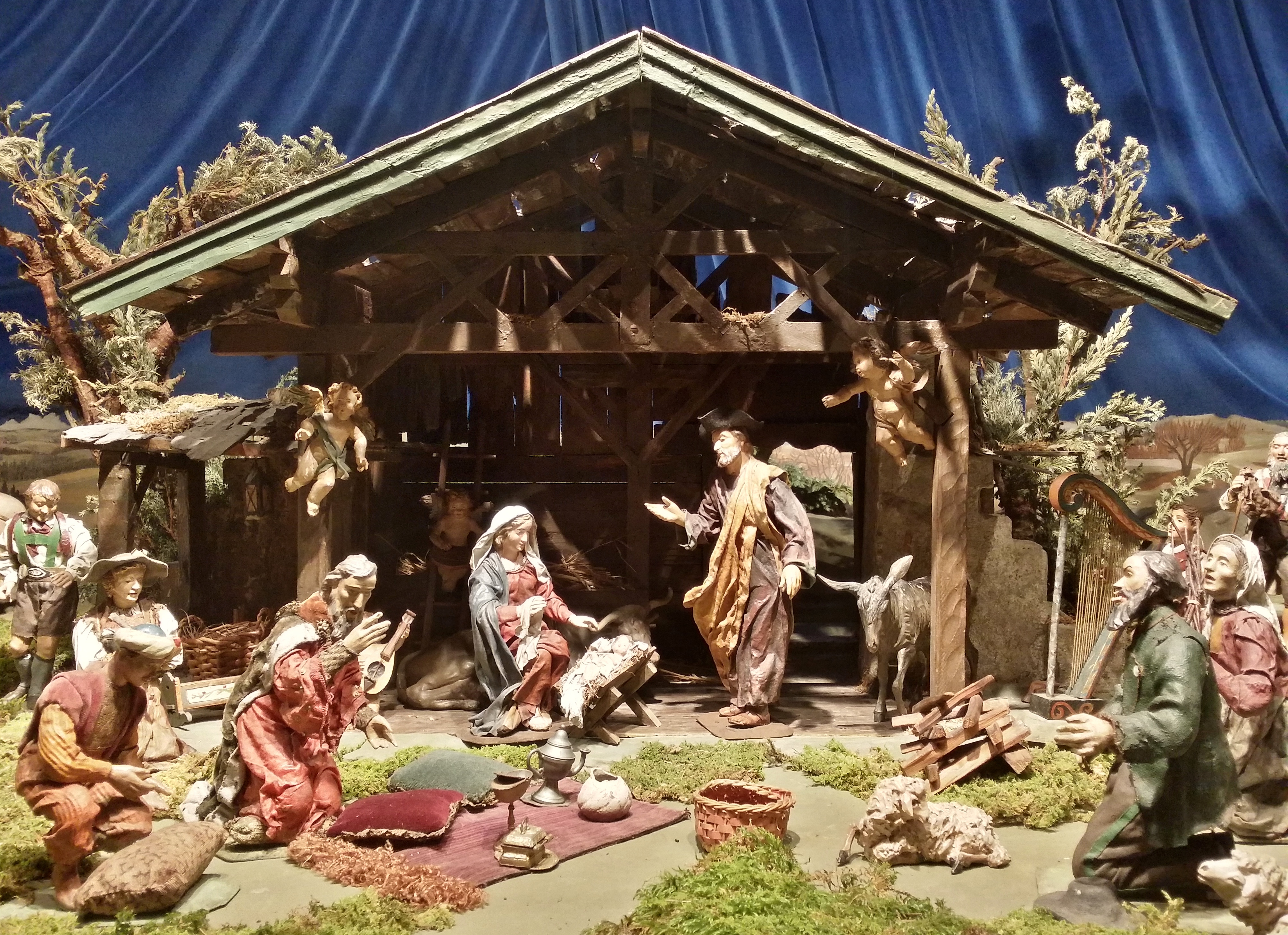
Münchner Stadtkrippe

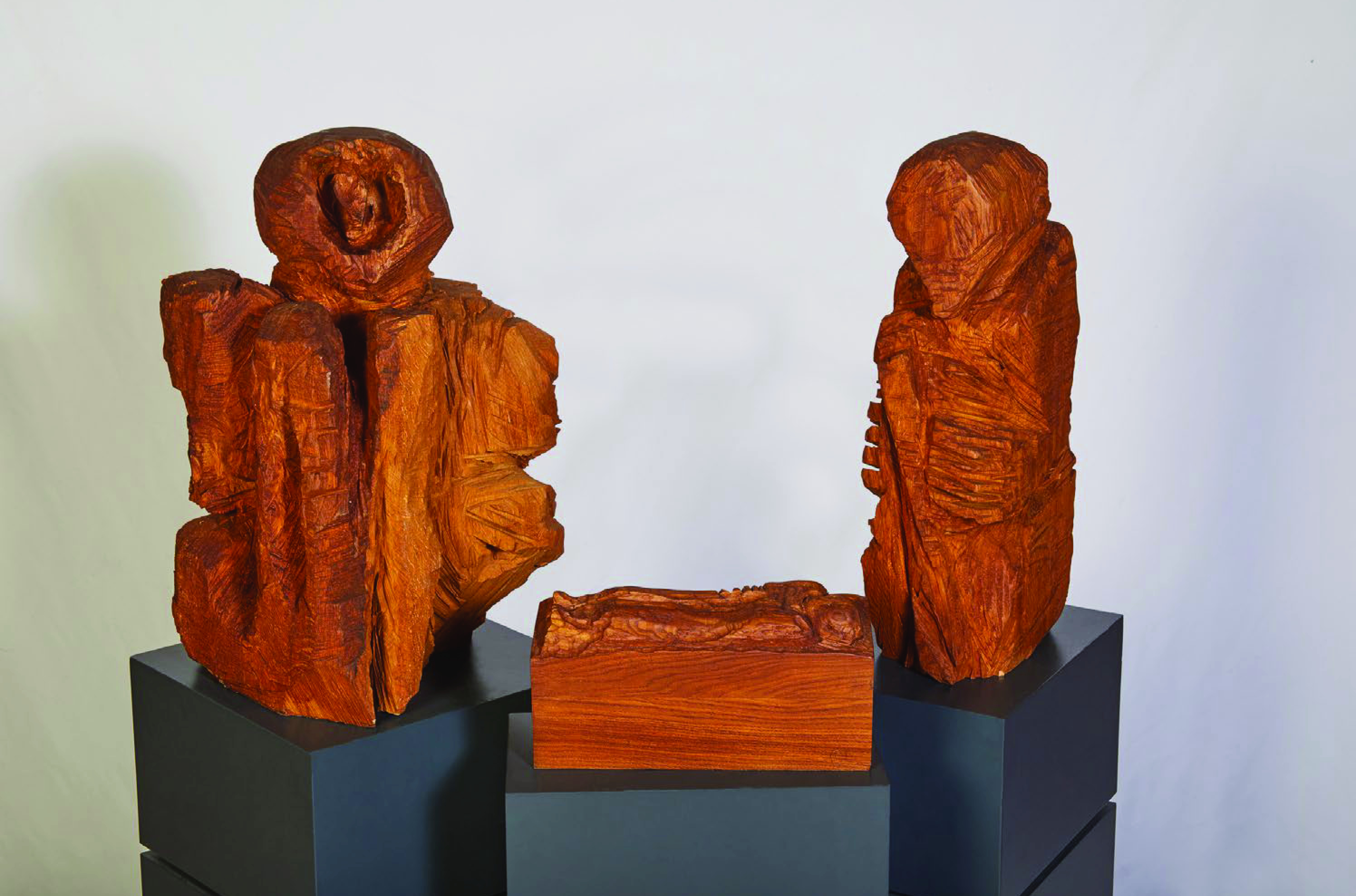
Weihnachtskrippe von Cyrus Overbeck (1999) in der Lichtenplatzer Kapelle Wuppertal-Barmen. Beispiel einer Krippe in der zeitgenössischen Bildenden Kunst.

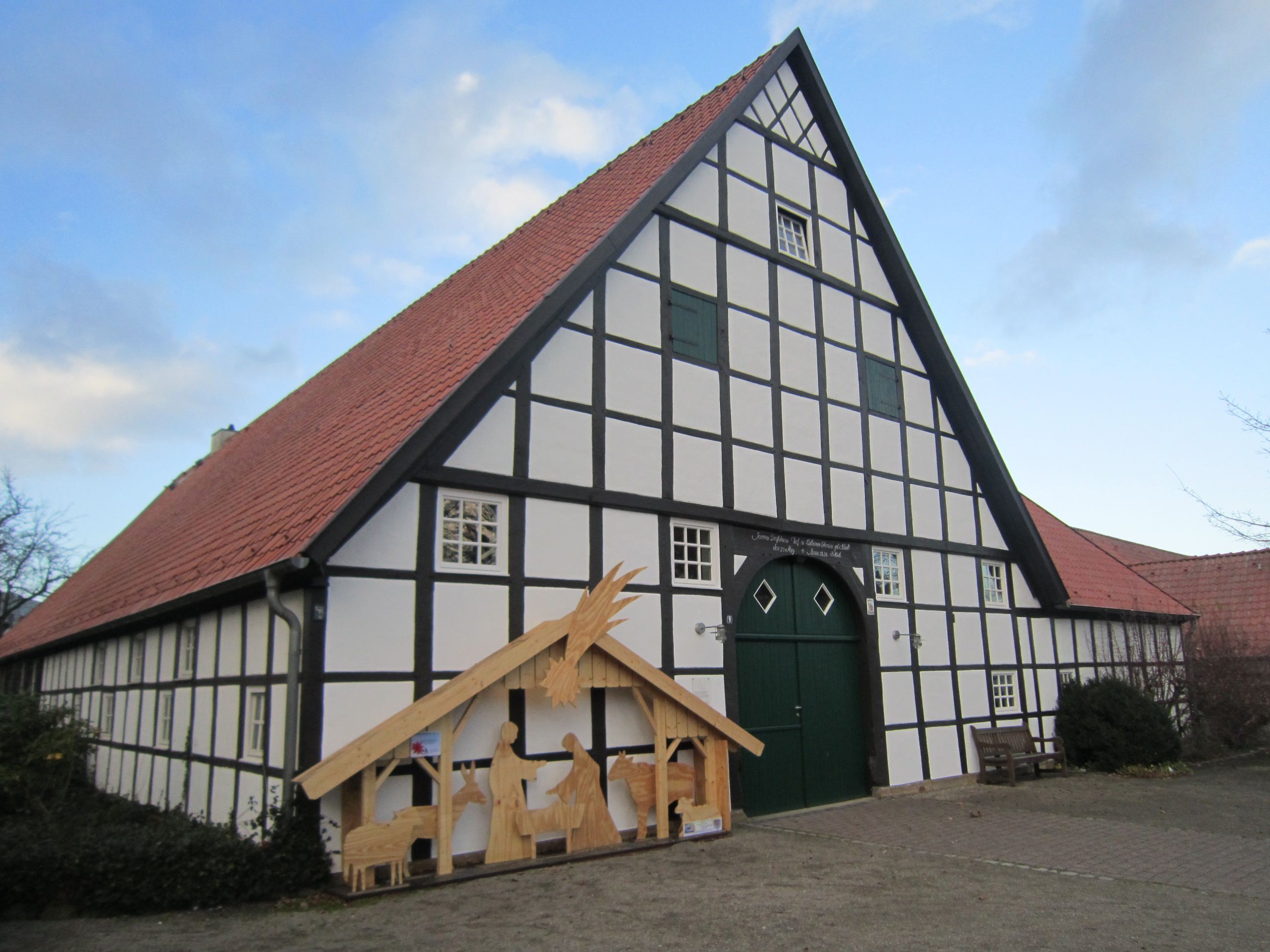
Station des Mettinger Krippenwegs

- Stadt-, Orts-, Dorf-, oder Freikrippen werden zum Beispiel von einem Bistum, einer Kirchengemeinde, einem Heimatverein, einem Krippenverein, dem Stadtmarketing oder der Stadtverwaltung als repräsentatives Kunstwerk für die Stadt/Ort aufgestellt. In München wird seit 1954 eine altbairische Krippe im Rahmen des Christkindlmarktes aufgestellt. Sie ist im Innenhof des Münchner Rathauses zu besichtigen. Städte wie Köln, Innsbruck, Steyr oder Bonn verfügen über Stadtkrippen mit teilweise wechselnden Szenen aus dem weihnachtlichen Geschehen.
- Weihnachtspyramiden; als meistens, durch Kerzenlichtwärme angetriebene, drehende Darstellung von Krippenszenen.
- Mechanische Krippen, bei denen sich die Figuren bewegen. Mechanische Krippen befinden sich z. B. in den Wallfahrtsorten Altötting, Maria Taferl, Christkindl und Mariazell sowie in Olešnice v Orlických Horách (Gießhübel, Böhmen). Die größte mechanische Krippe der Welt befindet sich in Rajecká Lesná (Freiwald, Slowakei).
- Weihnachtsberge, bei denen die biblische Weihnachtsgeschichte in eine bergartige Landschaft integriert wird, sind typisch für das Erzgebirge. Die Krippendarstellung wird teilweise um Szenen aus der heimischen Lebens- und Arbeitswelt – insbesondere aus dem Bergbau – ergänzt. Häufig werden die Figuren auf den Weihnachtsbergen durch ausgeklügelte mechanische Antriebe in Bewegung versetzt.[50]
- Lebende Krippen, etwa die lebende Krippe in den Felshöhlen von Matera in Italien.[51]
- Avantgardistische Krippen, die zu Diskussionen anregen sollen
- Weihnachtskrippen als Motiv der zeitgenössischen Bildenden Kunst
- Krippenwege mit stationsartig aneinandergereihten Weihnachtskrippen in Häusern, an Häusern und/oder im Freien (der Krippenweg von Mettingen präsentierte z. B. 2017/2018 insgesamt 72 Stationen)
- Krippen aus Gebrauchs- oder Abfallstoffen. Die Darstellung von Krippenfiguren aus dem Bereich sozial Benachteiligter ist eine Besonderheit, die in Herne ihren Ursprung hatte und in vielen Kirchen Deutschlands gezeigt und durch aktiv Beteiligte erweitert wurde.

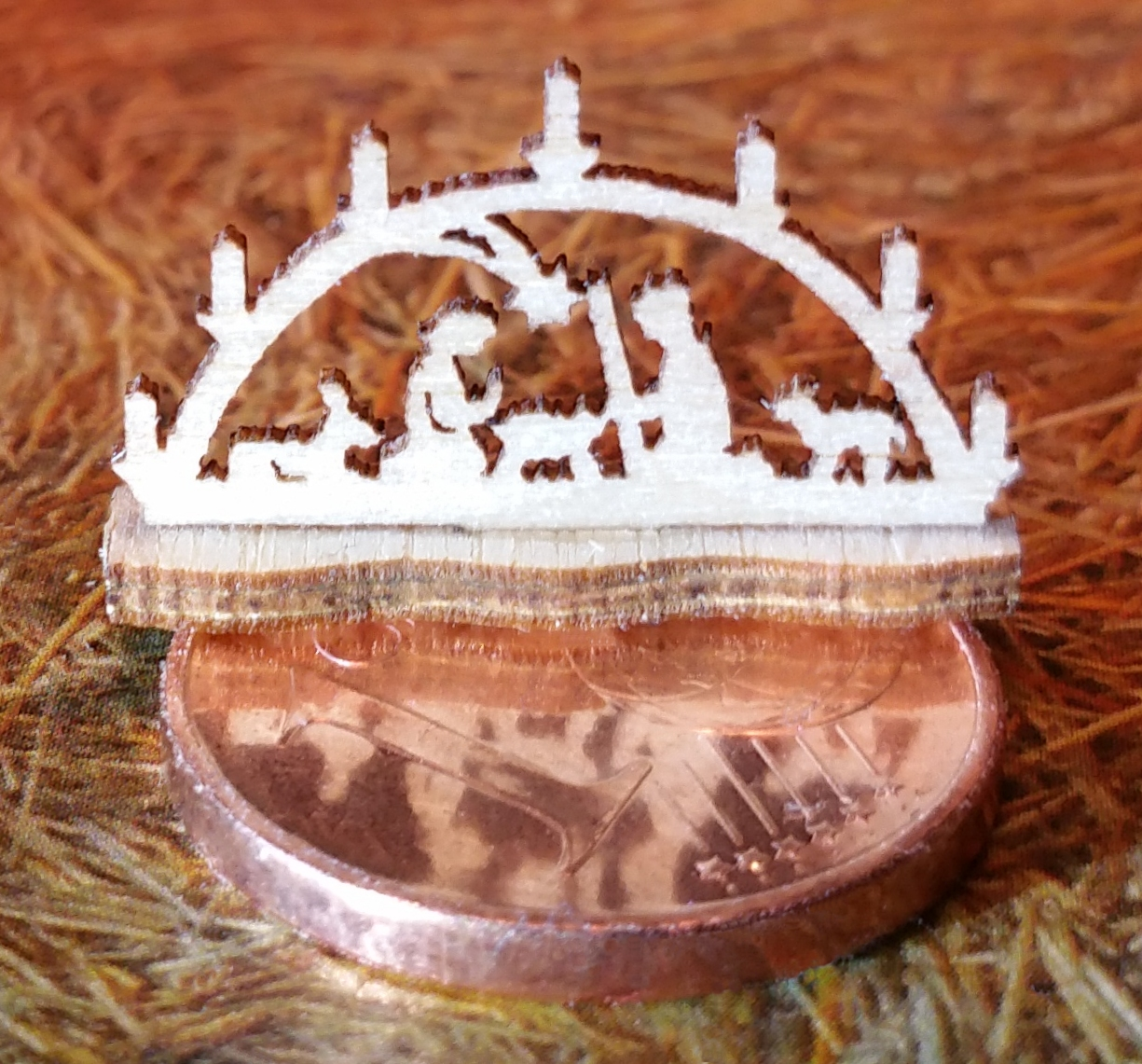
Kleinstschwibbogen

- Die sogenannten erzgebirgischen Schwibbögen zeigen neben allgemeinen winterlichen oder regionsbezogenen Motiven häufig die Krippenszene.
- In evangelischen Teilen Bayerns und angrenzender Regionen gab es historisch teilweise die Tradition, statt einer Weihnachtskrippe lediglich einen Schäfergarten zu gestalten.

In einigen Fällen werden das ganze Jahr über sichtbare Darstellungen der Geburt Christi zum Weihnachtsfest besonders hervorgehoben. So stellt etwa der Trierer Dom keine Weihnachtskrippe auf, sondern es wird ein entsprechendes Stuckrelief in der Marienkapelle geschmückt.

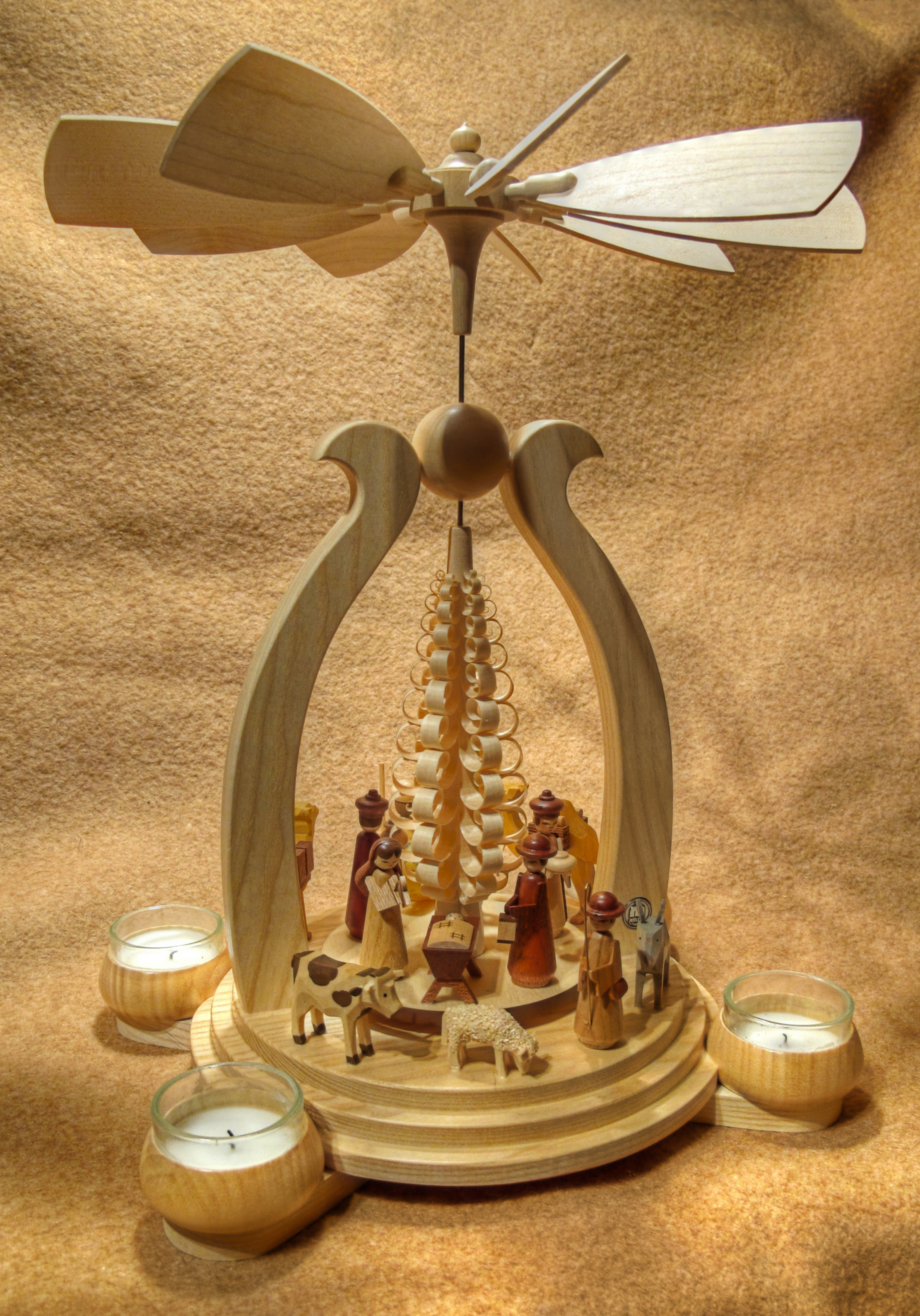
Einstöckige Weihnachtspyramide aus dem Erzgebirge
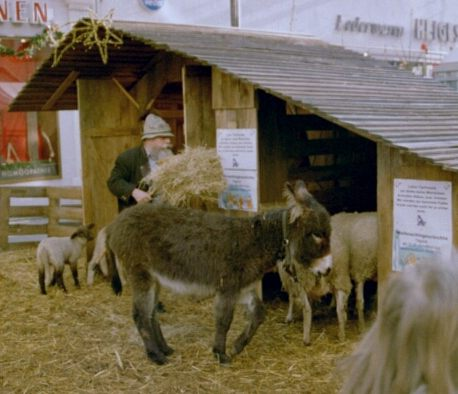
Beispiel einer lebenden Krippe (Esslinger Weihnachtsmarkt)
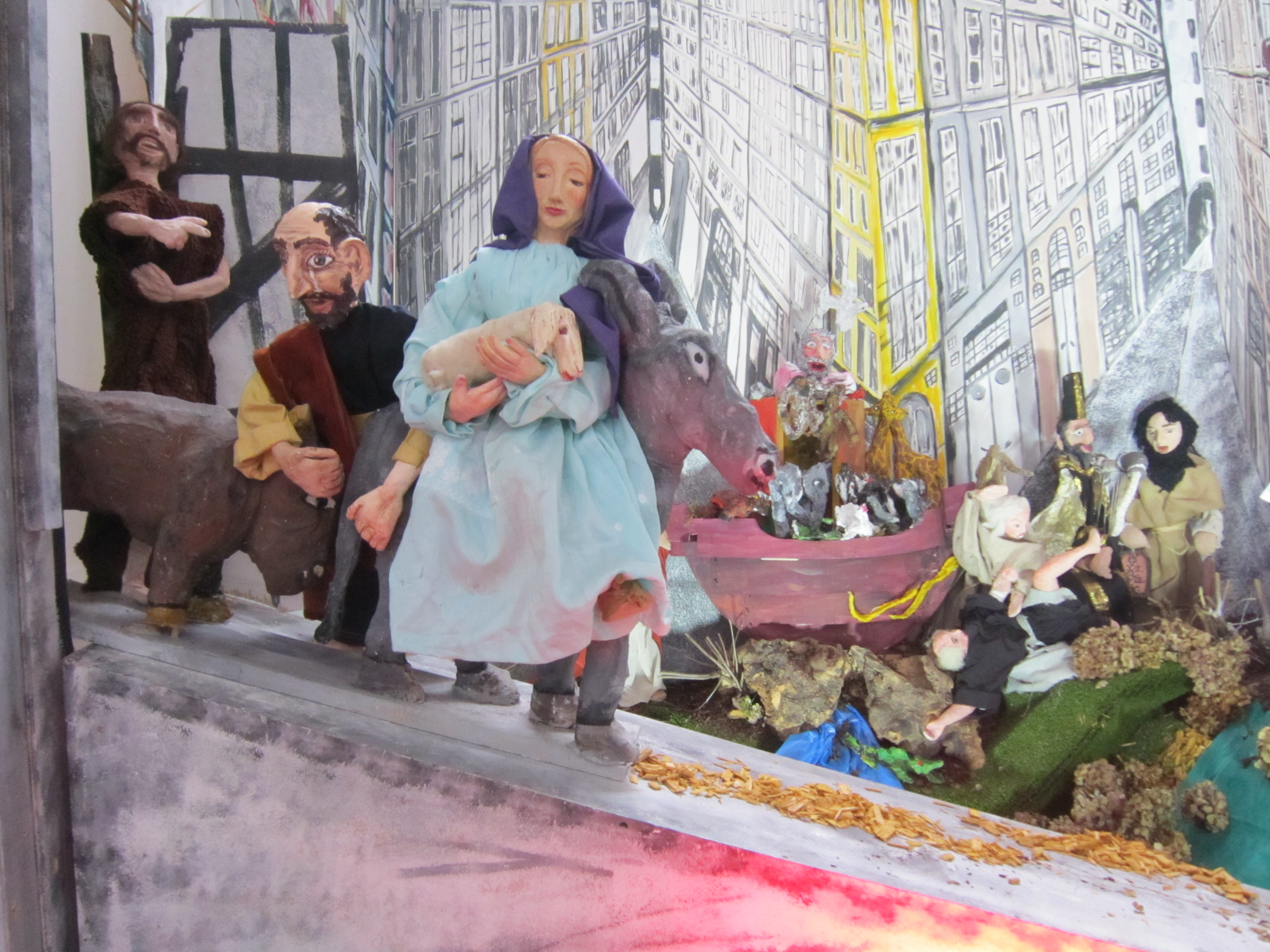
Avantgardistische, von Strafgefangenen gestaltete Krippe in der Jesuitenkirche Heidelberg

## Bekannte Krippenbauer
- Anna Schuster
- Giuseppe Sanmartino
- Johann Giner der Ältere
- Martin Scheible
- Sebastian Osterrieder
- Sieger Köder
- Otto Zehentbauer
- Ramon Amadeu (katalanischer Bildhauer und Krippenkünstler)
- Julius Weigelt (1901–1982) - Marolin
- Lita Mertens (1879–1979)

## Krippenforschung
Der deutsche katholische Theologe Adalbert Kuhn sammelte, dokumentierte und präsentierte seit 1984 afrikanische und lateinamerikanische Weihnachtskrippen. Diese stellte er in Kirchengemeinden, in Krippenausstellungen und im KiP-TV (Katholische Kirche im Privatfernsehen) öffentlich vor. Dabei wurden künstlerische, geschichtliche, gesellschaftliche, politische und theologische Hintergründe und Horizonte afrikanischer und südamerikanischer Krippentraditionen erfahrbar. Kuhn dokumentiert in seiner circa 140 Krippen umfassenden Sammlung beispielsweise farbenprächtige peruanische Jahreskrippen in Form eines Berges aus Ton, über eine bolivianische Taschenkrippe aus Holz in Form eines aufklappbaren Altärchens bis zu einer hohen Schnitzkunst bezeugenden, aus einem einzigen Stück Ebenholz gefertigten Lebensbaumkrippe der tansanischen Makonde. Anhand solcher Krippen lässt sich die Inkulturation der „Frohen Botschaft“ von der Geburt Christi in nicht-europäischen Kulturkreisen aufzeigen. In afrikanischen Krippen wird Jesus als Afrikaner, in lateinamerikanischen Krippen mit Gesichtszügen dortiger Einheimischer dargestellt. Ähnliche Feststellungen können in Bezug auf die Gewänder der Personen und das Krippenaccessoire getroffen werden. Der „Wunsch, das eigene Leben und die eigene Welt in der Krippe zu zeigen, ist in den Alltagsdarstellungen bei den neapolitanischen und süddeutschen Krippen ebenso zu finden wie zum Beispiel in der reichhaltigen Krippentradition Perus.“ Jede christlich geprägte Kultur legt ihre Erfahrungs- und Lebenswelt in eigenen Bildern und Symbolen aus. Die Freude über die Geburt Christi vereint dabei die Krippentraditionen Europas, Afrikas, Lateinamerikas, ja die der ganzen Welt. Einige der Krippen stehen ganzjährig in Kirchen. Die erstgenannte peruanische Jahreskrippe steht als Zeichen einer Peru-Partnerschaft der Gemeinde in der Kirche Sankt Antonius in Pforzheim-Brötzingen.

## Krippensammlungen und Krippenmuseen
An vielen Orten bestehen heute Vereine, die sich dem Krippenbau widmen. Dies kann durch gemeinsamen Aufbau einer Krippe, aber auch durch Veranstaltung von Krippenbaukursen oder -ausstellungen geschehen. Manche dieser Vereinigungen unterhalten in ihren Räumen auch ein Krippenmuseum.
Seit 1952 befasst sich die internationale Vereinigung Universalis Foederatio Praesepistica mit dem Krippenkunsthandwerk.
Auswahl ganzjähriger oder saisonaler Ausstellungen:

### In Deutschland
Bayern
- Krippensammlung des Bayerischen Nationalmuseums in München (Bezirk Oberbayern), teilweise nur saisonal vom Advent bis März zu besichtigen
- Weilheimer Krippenmuseum (Bezirk Oberbayern)
- Krippensammlung im Diözesanmuseum Freising (Bezirk Oberbayern), nur saisonal vom Advent bis Anfang Februar zu besichtigen
- Abteilung „Faszination Hauskrippe“ in den Museen im Rathaus Plößberg[56] (Bezirk Oberpfalz)
- Krippenmuseum Glattbach (Bezirk Unterfranken)
- Krippenmuseum in Herzogenaurach (Bezirk Mittelfranken)
- Bamberger Krippenmuseum (Bezirk Oberfranken)
- Schwäbisches Krippenmuseum in Mindelheim (Unterallgäu/Bezirk Schwaben)

Rheinland-Pfalz und Hessen
- Haus der Krippen in Klüsserath (Rheinland-Pfalz)
- ehemalige Krippenausstellung von Gustl Hertling im Krippendorf Waldbreitbach (Rheinland-Pfalz), mittlerweile geschlossen und aufgelöst (Stand Mai 2025)

- Internationale Krippenausstellung Großenlüder (Osthessen)

Nordrhein-Westfalen (Rheinland und Westfalen)
- Krippenmuseum in Bochum-Dahlhausen (Ruhrgebiet)
- Krippenausstellung in der Evangelischen Stadtkirche Lengerich (Nordrhein-Westfalen)
- Krippenausstellung im RELíGIO – westfälischen Museum für religiöse Kultur in Telgte (Münsterland)
- Arskrippana in Belgien, unmittelbar an der Grenze bei Hellenthal-Losheim (Eifel)

sonstige Museen in Deutschland
- Museum Europäischer Kulturen (MEK) in Berlin
- Krippenausstellung von Hartmut Förster in Lüdelsen (Altmark)[57]
- Krippenstube im Heimatmuseum in Schirgiswalde (Oberlausitz)
- „Andere Länder, andere Krippen“. Traditionelle Weihnachtsausstellung des Daetz-Centrums in Lichtenstein/Sa.
- Norddeutsches Krippenmuseum in Güstrow (Mecklenburg)

Weitere Museen verfügen über Abteilungen zum Thema Krippen, wie z. B. das Museumsquartier Tirschenreuth, das Oberammergau Museum oder das Stadtmuseum Abensberg.
Schwaben
- Krippenmuseum des Klosters Bonlanden, Berkheim (Oberschwaben)
- Schnitzereimuseum Krippena in Enzklösterle[58] (Nordschwarzwald)
- Krippenmuseum (Oberstadion) in Oberschwaben

### In Italien
- Krippenmuseum Brixen (Südtirol)
- Krippenmuseum Maranatha in Luttach/Ahrntal (Südtirol)
- Museo permanente del Presepio in Dalmine (Lombardei)
- Museo del presepe e pinacoteca civica von Imperia (Ligurien)
- Museo internazionale del presepio in miniatura Guido Colitti in Campobasso
- MudeP - Museo del Presepe in Fara Novarese (Piemont)
- Museo tipologico internazionale del presepio Angelo Stefanucci in Rom
- Museo nazionale di San Martino in der Certosa di San Martino, Neapel
- Große Krippe von Anzi (Basilikata)

### In Österreich
- Krippenmuseum in Dornbirn, Vorarlberg
- Krippenhaus in Eisenerz (von 1. Dezember bis zum Dreikönigstag)
- Krippenmuseum Fulpmes im Stubaital Tirol
- Krippensammlung des Tiroler Volkskunstmuseums in Innsbruck
- Krippensammlung in der Peterskirche in Wien (nur vor Weihnachten)
- 1. Niederösterreichisches Krippenmuseum Vösendorf[59]
- Pöttmesser-Krippe und Mechanische Krippe von Karl Kauda in Christkindl (Steyr), Oberösterreich

### In der Schweiz
- Diorama Bethlehem in Einsiedeln
- Museum Krippenwelt in Stein am Rhein

### In Tschechien
- Weltweit größte mechanische Weihnachtskrippe, geschaffen von Tomáš Krýza,[60] im Museum der Stadt Jindřichův Hradec
- Probošt-Krippe, eine von Josef Probošt, Josef Kapucián und Josef Friml geschaffene mechanische Weihnachtskrippe[61] im Krippenmuseum in Třebechovice pod Orebem
- Krippensammlung und -museum am Fuße der Burg Karlštejn, 15 Kilometer westlich von Prag

### In Spanien
- Krippenmuseum in Mollina Größtes Krippenmuseum der Welt, Stiftung Diaz Caballero (Eröffnet 2017) (https://www.sietediasmarbella.com/costa-del-sol/3695-inaugurado-en-mollina-el-museo-de-belenes-mas-grande-del-mundo.html)
- 100 Krippen mit mehr als 2000 Figuren auf 5000 m² Ausstellungsfläche. (https://www.museodebelenes.com/)

### Allgemeine Literatur
- Rudolf Berliner (Hrsg.): Denkmäler der Krippenkunst. Filser, Augsburg 1926/1930 (Lfg. 1–21).
- Christoph Daxelmüller, Jörg Paczkowski: Krippen aus aller Welt (Sammlung Christoph Daxelmüller) – Ausstellung im Historischen Museum für Stadt und Grafschaft Wertheim 10.12.1981 – 6.1.1982. Wertheim 1981, ISBN 3-921999-03-0.
- Paul Dieterich: Wege zur Krippe. Ein etwas anderes Weihnachtsbuch. Calwer Verlag, Stuttgart 2013.
- Wilhelm Döderlein: Alte Krippen. Callwey Verlag, München 1960.
- Helena Johnova: Volkstümliche Weihnachtskrippen. Nationalmuseum, Prag 1967.
- Daniela Lucia Saccà, mit Beiträgen von Katharina Bieler, Karl-Heinz Fischer, Christine Riegelmann-Nickolaus, Konrad Vanja: Zum Stern! Weihnachtskrippen aus Europa (= Kleine Schriften der Freunde des Museums Europäischer Kulturen, Heft 1). Berlin 2000, DNB 960543058.
- Johannes Kuhn: Wenn die Krippe erzählen könnte. Ein Weihnachtsbuch. Quell Verlag, Stuttgart 1987, ISBN 3-7918-2394-9.

### Kulturgeschichte der Krippe
- Georg Hager: Die Weihnachtskrippe. Ein Beitrag zur Volkskunde und Kunstgeschichte aus dem Bayerischen Nationalmuseum. München 1902 (online).
- Rudolf Berliner: Die Weihnachtskrippe. Prestel, München 1955.
- Gerhard Bogner: Das neue Krippenlexikon. Wissen – Symbolik – Glaube. Ein Handbuch für den Krippenfreund. Fink, Lindenberg 2003, ISBN 3-89870-053-4.
- Franz Grieshofer (Hrsg.): Krippen. Geschichte, Museen, Krippenfreunde. Pinguin-Verlag, Innsbruck 1987, ISBN 3-7016-2270-1.

### Krippenbau
- Nenna von Merhart, Walter Spörr: Weihnachtskrippen bauen. Tyrolia-Verlag, Innsbruck-Wien 2003, ISBN 3-7022-1580-8.
- Jakob Gerner, Hans-Gũnter Röhrig: Krippen selber bauen - Vom schlichten Stall zur romantischen Ruine. Bechtermünz, Augsburg 2000, ISBN 3-8289-2365-8.
- Günther Reinalter: Die schönsten Krippen bauen. - Das umfassende Handbuch . Loewenzahn. Innsbruck-Bozen 2008, ISBN 978-3-7066-2432-9.

### Krippen in Bayern, Österreich und Südtirol
- Ursula Pfistermeister: Barockkrippen in Bayern. Konrad Theiss Verlag, Stuttgart 1984, ISBN 3-8062-0398-9.
- Nina Gockerell, Walter Haberland: Krippen im Bayerischen Nationalmuseum (= Kataloge des Bayerischen Nationalmuseums, Neue Folge, Band 1). Hirmer, München 2005, ISBN 3-7774-2855-8.
- Christoph Daxelmüller: Krippen in Franken. Echter Verlag, Würzburg 1978, ISBN 3-429-00572-8.
- Gerald Raab, Godehard Schramm: Krippenparadies Bamberg. Verlag Fränkischer Tag, Bamberg 2001, ISBN 3-928648-62-4.
- Hans-Günther Röhrig: Das Bamberger Krippenbuch. Bayerische Verlagsanstalt Bamberg, Bamberg 1994, ISBN 3-87052-279-8.
- Wolfgang Benkhardt: Die Plößberger Schnitzer und ihr Krippenparadies. Buch & Kunstverlag Oberpfalz, Amberg 2015, ISBN 978-3-95587-029-4.
- Gerhard Bogner, Paul Sessner: Das Plößberger Kippenparadies. Verlagsanstalt „Bayerland“ Dachau, Dachau 1995, ISBN 3-89251-214-0.
- Christa Svoboda, Ernestine Hutter: Krippen und religiöse Kleinodien. Die Krippensammlung des Salzburger Museums und Abwehrzauber und Gottvertrauen - Kleinodien Salzburger Volksfrömmigkeit. Salzburger Museum Carolino Augusteum Jahresschrift Band 31, Druckhaus Nonntal, Salzburg 1985.
- Erich Egg, Herlinde Menardi: Das Tiroler Krippenbuch. Die Krippe von den Anfängen bis zur Gegenwart. 2. Aufl. Tyrolia, Innsbruck 2004, ISBN 3-7022-2604-4.
- Josef Ringler: Alte Tiroler Weihnachtskrippen. Zur Kenntnis ihrer geschichtlichen, volkskundlichen und künstlerischen Entwicklung. Universitätsverlag Wagner, Innsbruck / München 1969.
- Adolf Fuchs, Josef Kiniger: Sextener Weihnachtskrippen. Verlagsanstalt Athesia, Bozen 1991, ISBN 978-88-7014-654-7.
- Karl Wolfsgruber: Krippen in der Brixner Hofburg. Verlagsanstalt Athesia, Bozen 1990, ISBN 978-88-7014-587-8.
- Johannes Kronbichler: Krippen in der Hofburg Brixen. Hofburg Brixen, Bozen 2014, ISBN 978-88-88570-18-1.

### Krippen in Schwaben (Baden-Württemberg und Bayern)
- Erich Lidel: Die schwäbische Krippe (= Beiträge zur Landeskunde von Schwaben, 5). Verlag Anton Konrad, Weißenhorn 1987, ISBN 3-87437-148-4.
- Alfons Rudolph, Josef Anselm Graf Adelmann von Adelmannsfelden: Schwäbische Barockkrippen. 2. Auflage. Konrad Theiss Verlag, Stuttgart 1989, ISBN 3-8062-0815-8.
- Paul Kopf: Die Bonlandener Krippe. Thorbecke, Sigmaringen 1993.
- Frank Pitzal: Renninger Krippe. Uns zum Heil geboren. (ohne Verlagsangabe), 1993
- Franz Reißenauer, Heribert Schretzenmayr: Das schwäbische Krippenparadies im Landkreis Günzburg, Historischer Verein Günzburg e. V., Günzburg 1983,
- Manfred Weber: Krippen Museum Oberstadion. Kunstverlag Josef Fink, Lindenberg im Allgäu 2009, ISBN 978-3-89870-563-9.
- Peter Riolini: Krippenstadt - Augsburger Krippen im Wandel der Zeit. Verlag Hieronymus Mühlberger, Augsburg 1984, ISBN 3-921133-38-6.

### Krippen im Erzgebirge
- Ute Krebs, Wolfgang Schmidt: Erzgebirgische Weihnachtsberge. Chemnitzer Verlag, Chemnitz 2017, ISBN 3-944509-45-5.
- Reinhard Linß, Ursula Müller (Hrsg.): Weihnachtskrippen im Sächsischen Erzgebirge (= Schriftenreihe Erzgebirgische Volkskunst; Bd. 10). Husum Verlag, Husum 1998, ISBN 978-3-88042-882-9 (im Auftrag der Berufsfachschule für Tourismus, Chemnitz).

### Krippen im Rheinland und Westfalen
- Markus Walz: Weihnachtskrippen im Kölner Raum. Verbreitungsgeschichte - Funktionszuweisungen - Gestaltung. Böhlau Verlag, Köln / Wien 1999, ISBN 3-412-06088-7.
- Max-Leo Schwering, Markus Walz: Kölner Weihnachtskrippen. J.P. Bachem Verlag, Köln 1984, ISBN 3-7616-0758-X.
- Yvonne Plum, Thomas Plum: Kölner Krippengänge - ein Führer zu Weihnachtskrippen in Kölner Kirchen. J.P. Bachem Verlag, Köln 1996, ISBN 3-7616-1291-5
- Klaus-Peter Vosen (Hrsg.): Weg im Sternenlicht. Hinführung zu weiteren Krippen im Erzbistum Köln - Band 3. J.P. Bachem Verlag, Köln 2011, ISBN 978-3-7616-2441-8.
- Gertrud Mayr: Weihnachtskrippen in Münster. dialogverlag, Münster 2009, ISBN 978-3-937961-98-9.
- Peter Lingens: Gipsgießer und Polychromeure in Kevelaer. Zur Geschichte von Devotionalien, Gipsfiguren und Polychromie am Niederrhein und darüber hinaus. Veröffentlichungen des Vereins für Heimatschutz und Museumsförderung e. V. Kevelaer, Kevelaer 2006.
- Gerhard Lohmeier, Dominikus Witte: Weihnachtskrippen im Emsland - Ausstellung in der Klosterkirche zu Haselünne. Papenburger Druck, Papenburg 1988
- Guido H. Esper: Aus dem Krippenkabinett: Dürer, Schiestl & Co. - Wir erkunden die Deutschen Künstler Krippen ! Selbstverlag, 2024.

### Sonstige Literatur
- Luciano Zeppegno: Krippen. Entstehung in Italien und Höhepunkt in Neapel. Ein farbenfroher Überblick über die frühe Krippenkunst auf dem Weg zu uns. Südwest-Verlag, München 1970, ISBN 3-517-00187-2.
- Robert Hiltbrand: Populäre Weihnachtskrippen aus Italien. Harenberg, Dortmund 1981.